# Toyota Noah

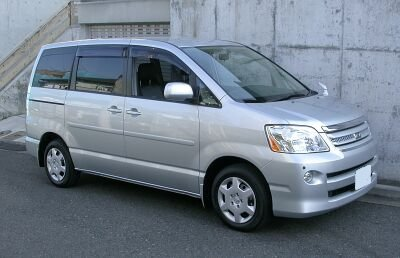
2005 Toyota Noah X grade

Toyota Noah (яп. トヨタ・ノア, кириліз.: "тойота ноа", івр. נֹחַ, укр. Но́ах) — восьмимісний або семимісний п'ятидверний мінівен. Задні двері, що розсуваються, є з обох сторін. Випускається з 2001 року і донині. 
Розташований в модельному ряді нижче ніж Previa/Estima та Alphard, і вище ніж Toyota Sienta. Замінює на ринку LiteAce/TownAce Noah, зберігаючи код моделі "R" та нумерацію поколінь. У Noah є дві версії-близнючки. Спочатку під час запуску у неї була лише один "сестра" Toyota Voxy (яп. トヨタ・ヴォクシ, трансліт. "тойота вокушī"), авто є більш спортивною версією Noah, з стилистично розділеними передніми фарами та прозорими задніми фарами, однак, починаючи з третього покоління, ще була представлена розкішна версія Noah під назвою Toyota Esquire (яп. トヨタ・エスクァイア, кириліз.: "тойота есукуаіа"), з іншим дизайн решітки радіатора та більш преміальним інтер’єрм. Noah є ексклюзивним для японських дилерських центрів Toyota Corolla Store, Voxy — для Toyota Netz, а Esquire — для Toyopet Store. Основними конкурентами моделі на ринку є Honda Stepwgn, Mazda Biante та Nissan Serena. Продажі в Японії посилюються тим, що зовнішні розміри авто відповідають японським нормам щодо компактних автомобілів, а робочий об'єм двигуна становить менше 2000 куб. см, що зменьшує річний дорожній податок.
Toyota Voxy має три ряди сидінь за схемою 2-3-3 і відноситься до однооб'ємника, як і Toyota Noah, хоча й має більш спортивний зовнішній дизайн. Автомобіль оснащений по обидва боки дверима, що ковзають вбік. Завдяки передньому приводу в Toyota Voxy полегшена посадка і висадка пасажирів.
У Toyota Noah можна легко прибрати задній ряд сидінь і отримати великий багажник для навантаження повного комплекту речей для виїзду на природу з родиною і друзями. Дорожній просвіт, що становить у автомобіля 155 мм, який для українських шляхів бажано б збільшити. Комплектація частини машин Toyota Voxy має підвіску з електронним контролем. Передні гальма — дискові з вентиляцією, задні гальма — барабанні.

## Перше покоління (R60; 2001–2007)
Перше покоління Noah було презентовано в листопаді 2001 року разом з Voxy. Фейсліфтингова модель була вийшла в серпні 2004 року, припинили випуск першого покоління в червні 2007 року.

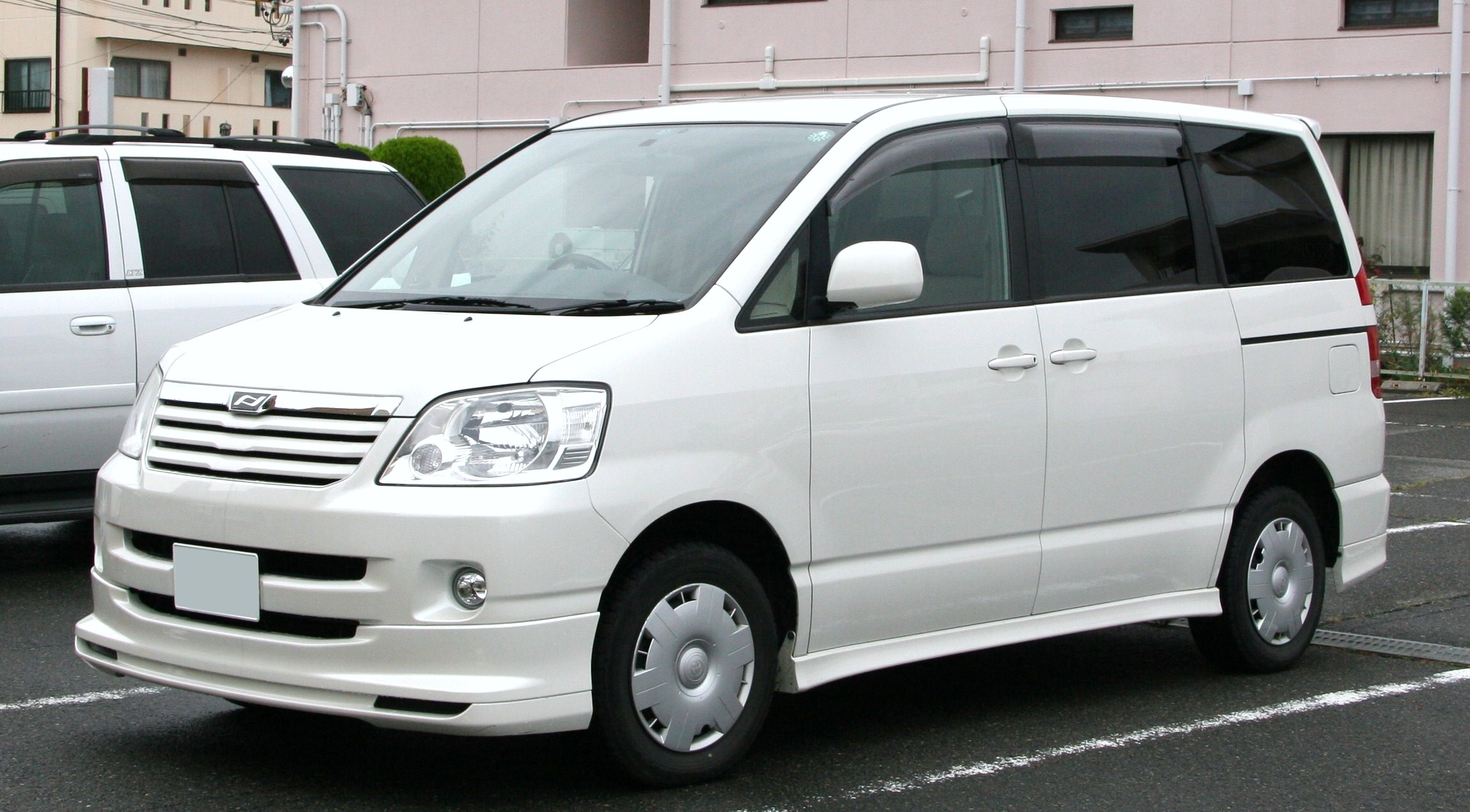
2001–2004 Toyota Noah X (pre-facelift)
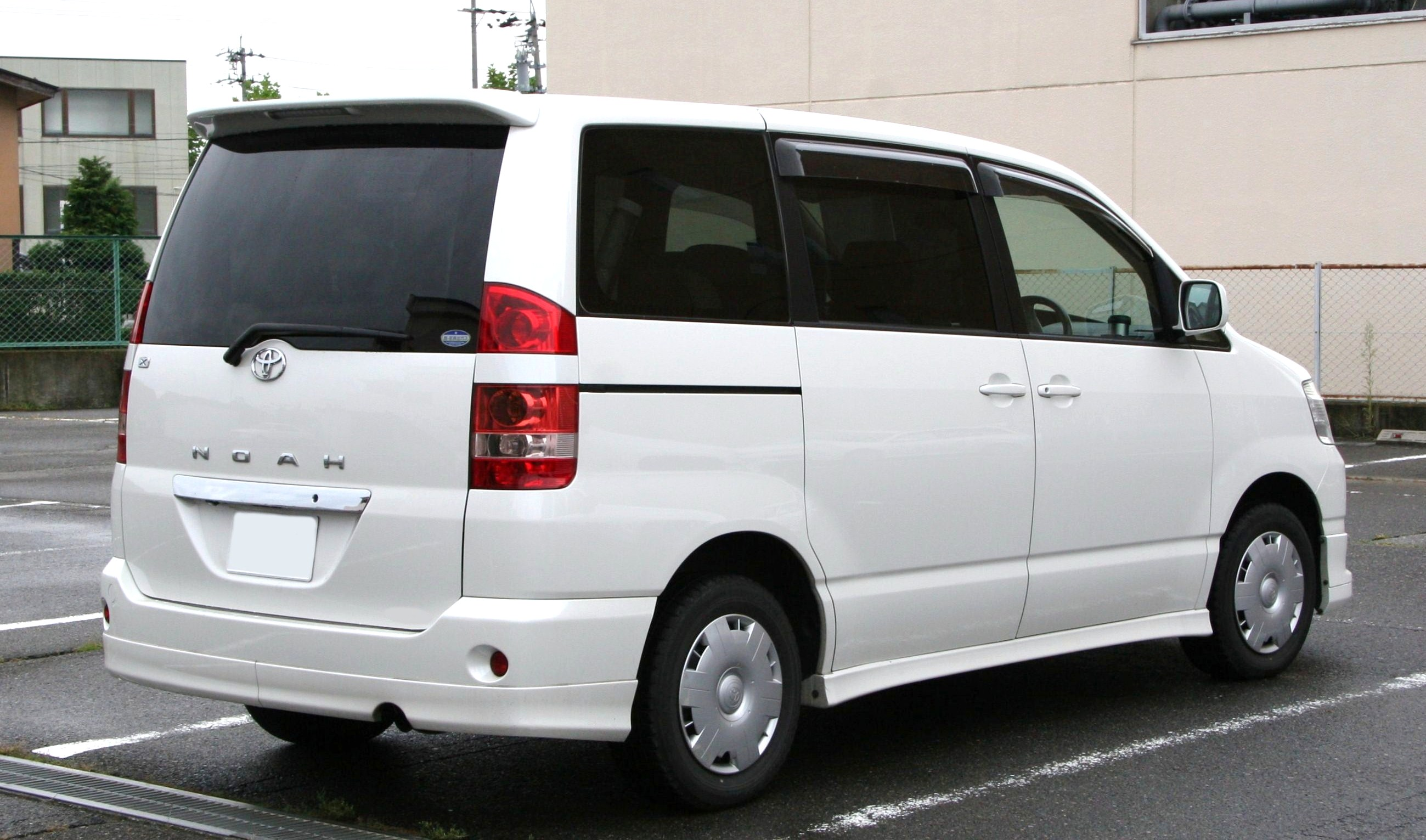
2001–2004 Toyota Noah X (pre-facelift)
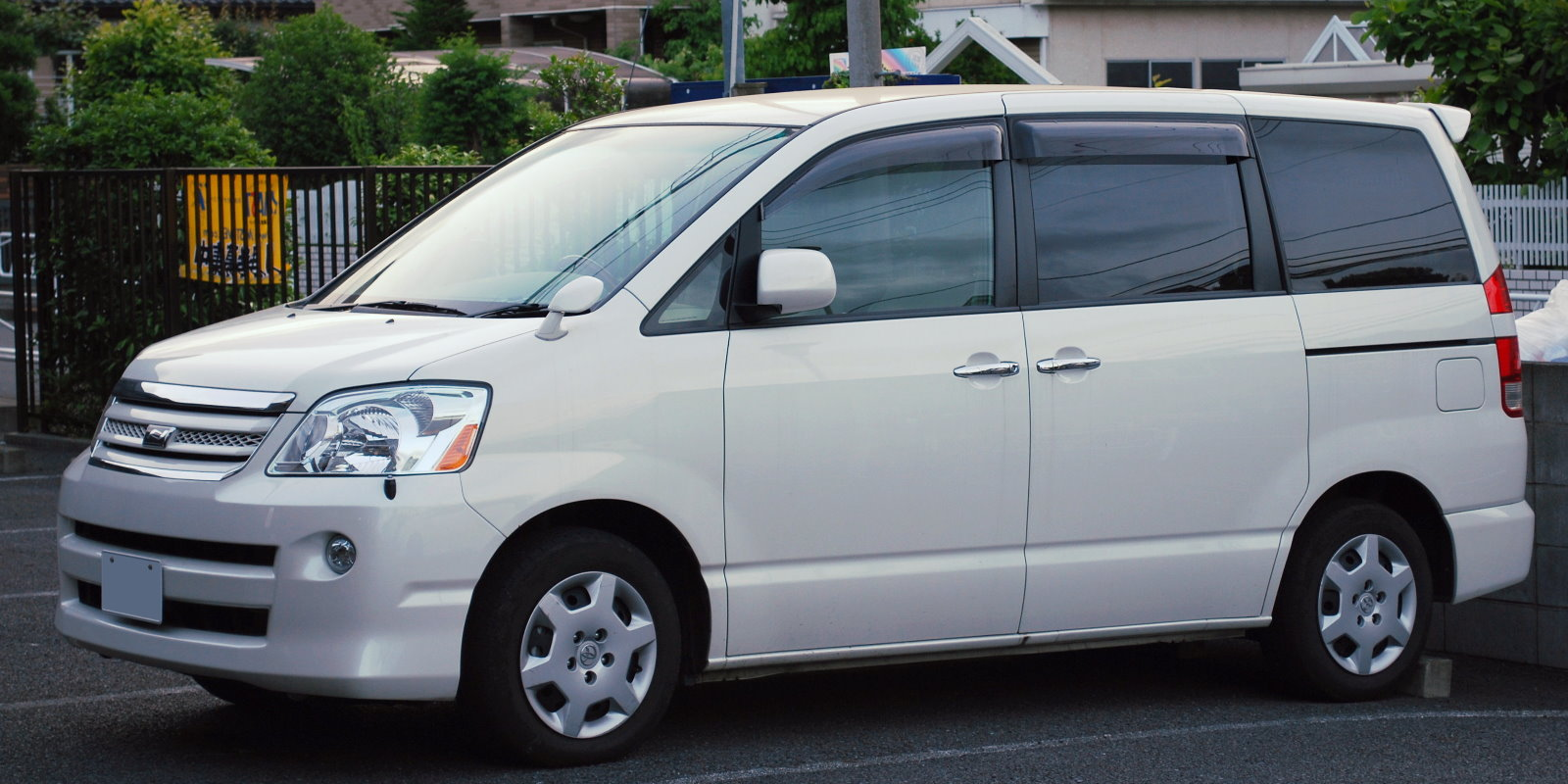
2004–2007 Toyota Noah X (facelift)
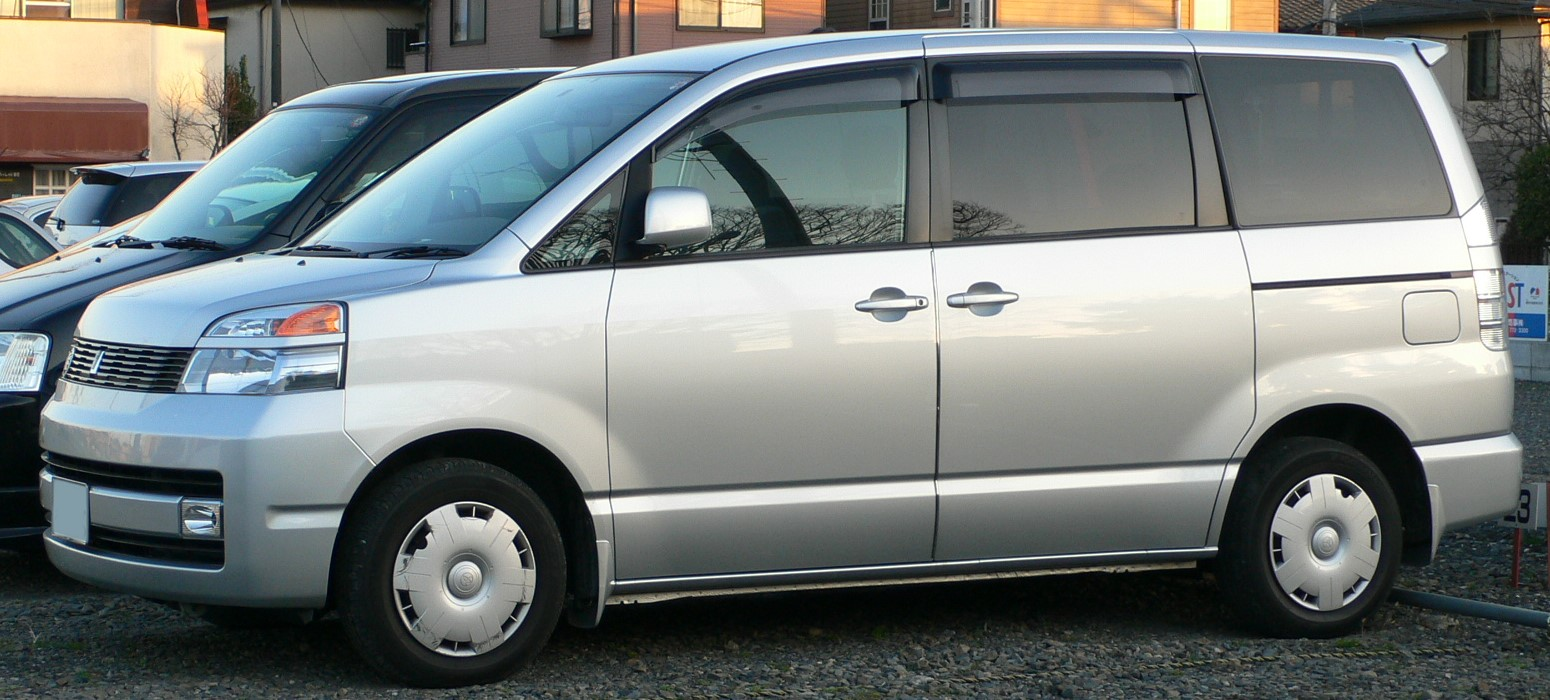
2001–2004 Toyota Voxy X (pre-facelift)
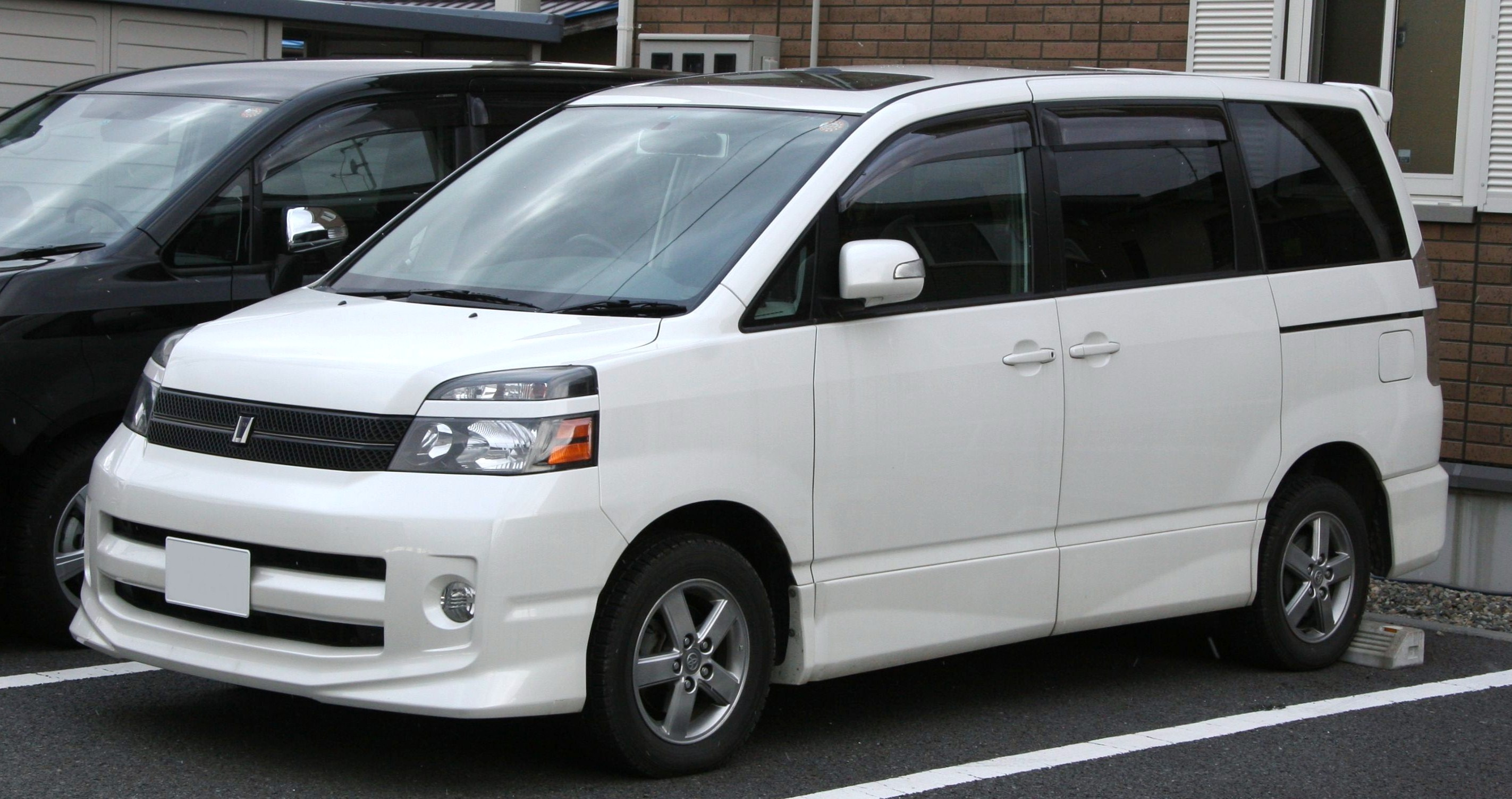
2004–2007 Toyota Voxy Z (facelift)
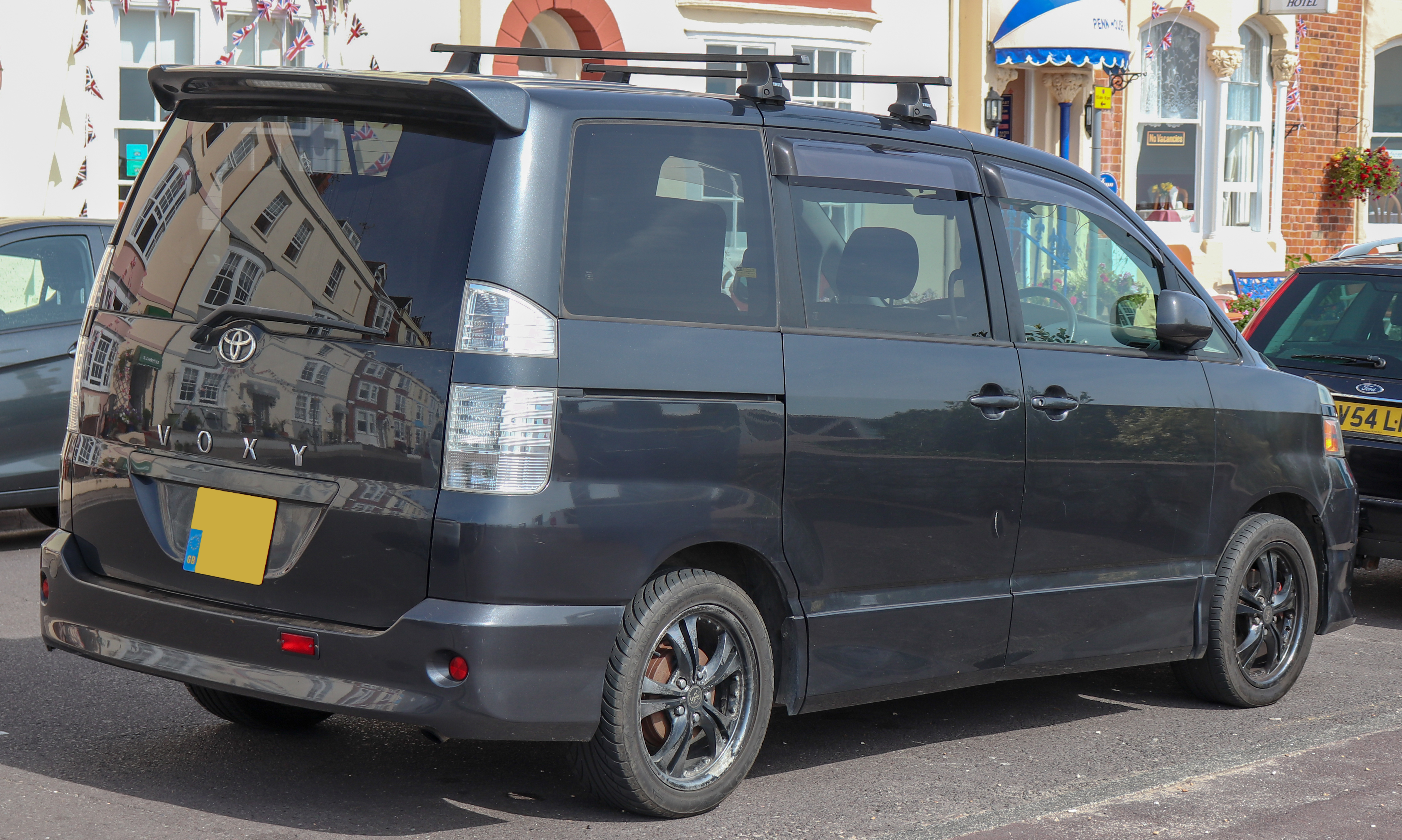
2005 Toyota Voxy

## Друге покоління (R70; 2007–2017)
Друге покоління Noah і Voxy вийшлоо в продаж в червні 2007 року. Фейсліфтингова модель презентована в квітні 2010 року. Випуск припинений в січні 2014 року.
Для моделей 2007 року лише на японських моделях присутня функція G-BOOK, доступна опція телематика, як передплатна послуга.

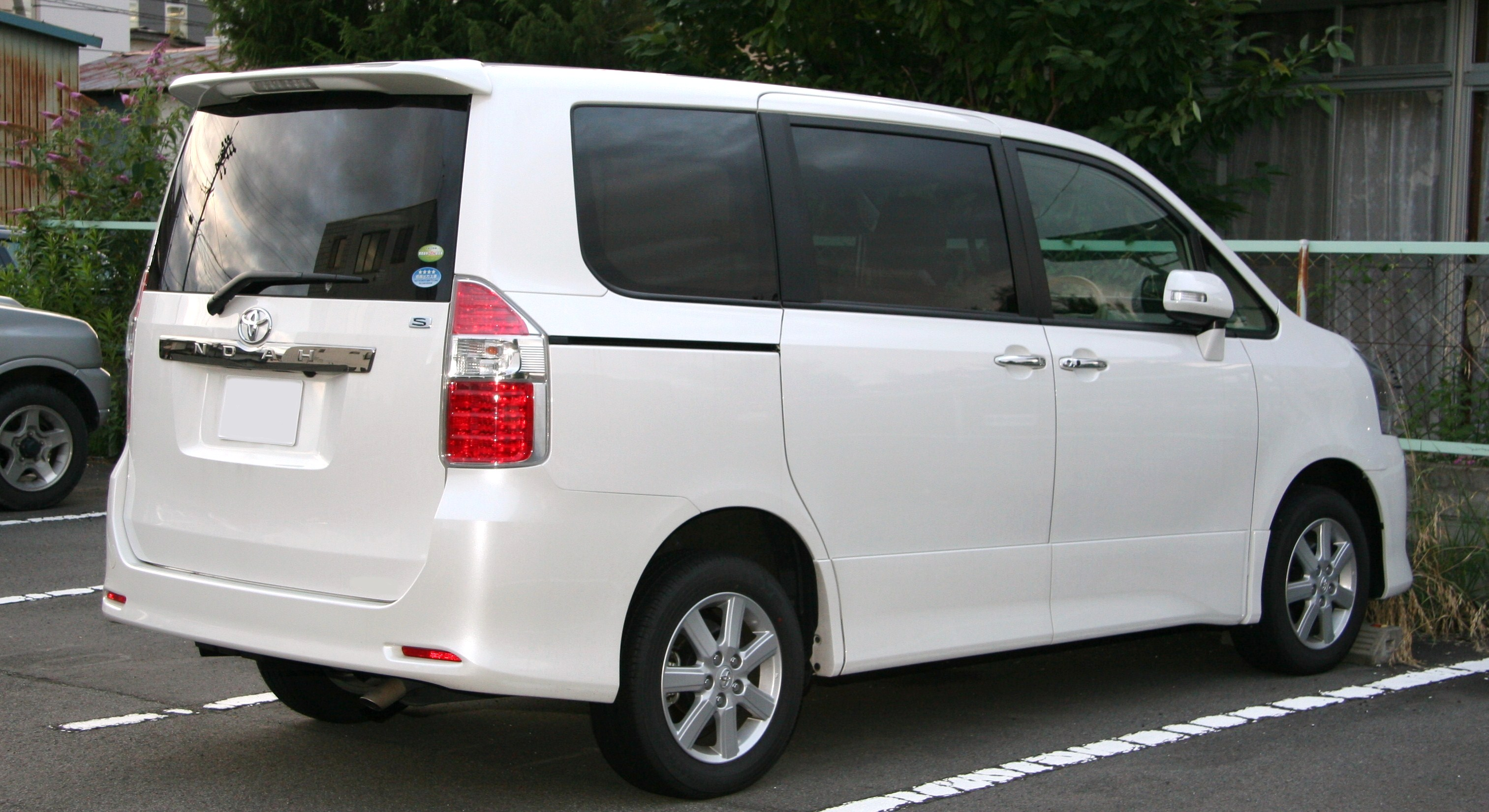
2007–2010 Toyota Noah S (pre-facelift)
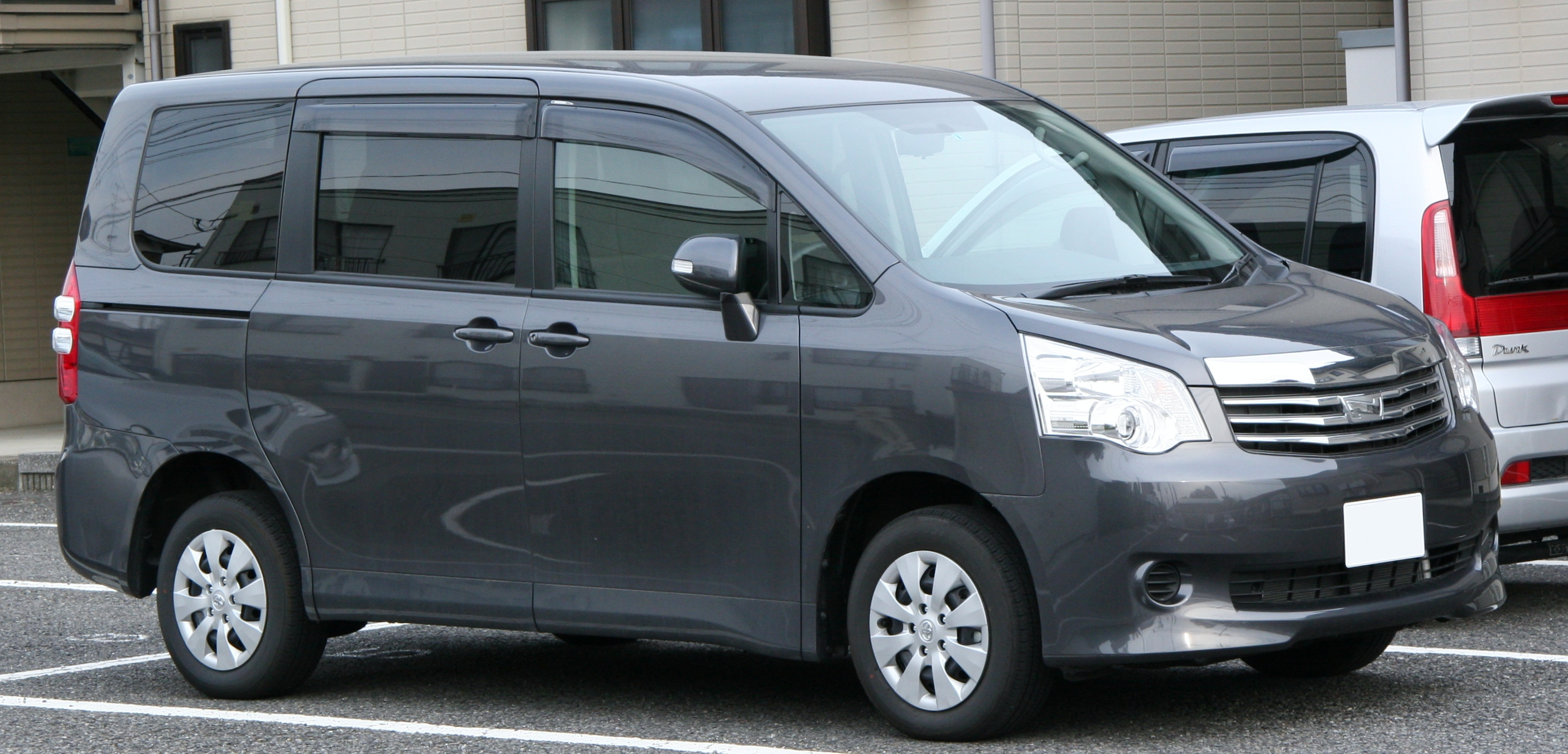
2010–2014 Toyota Noah X (facelift)
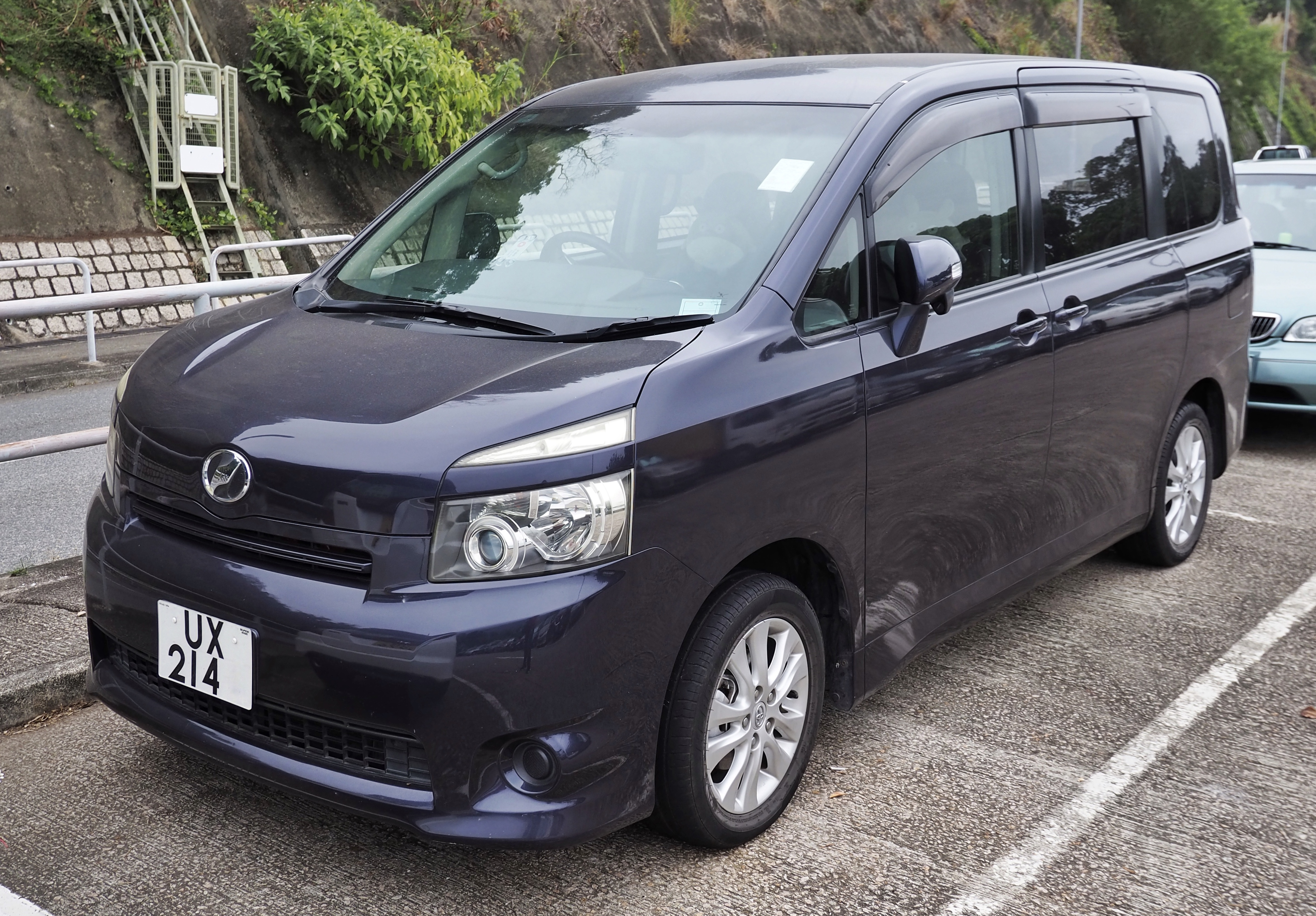
2007–2010 Toyota Voxy X (pre-facelift)
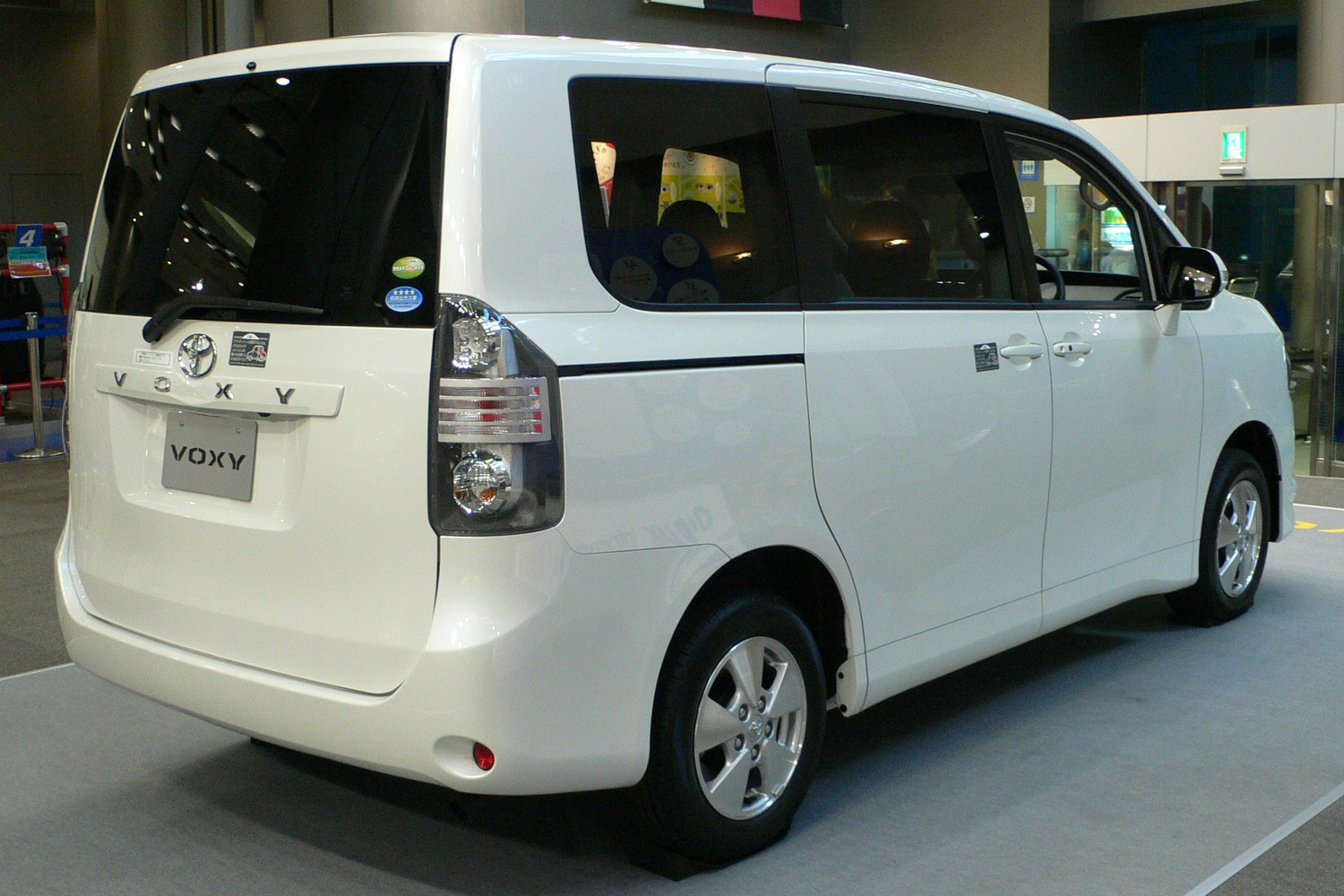
2007–2010 Toyota Voxy V (pre-facelift)
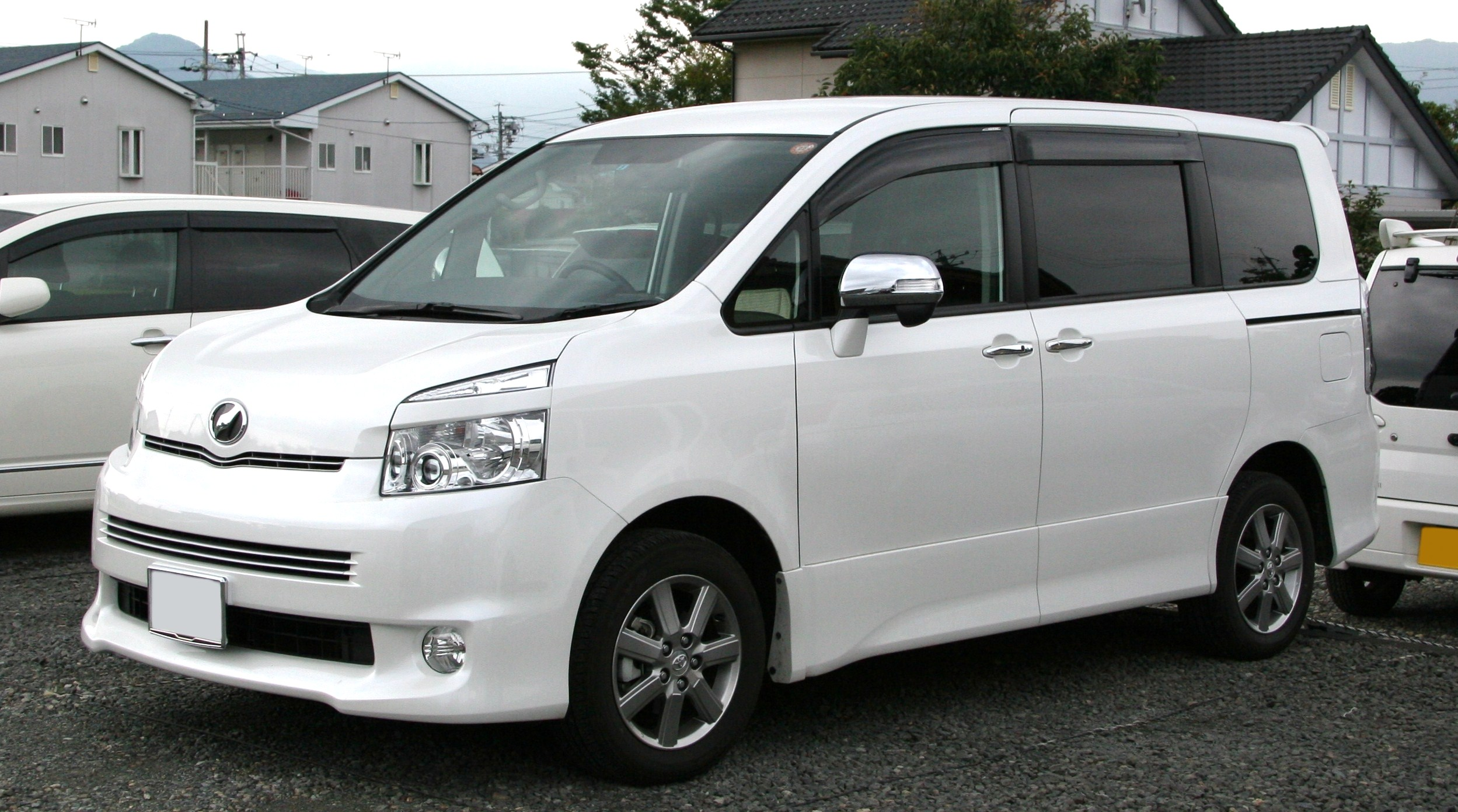
2007–2010 Toyota Voxy ZS (pre-facelift)
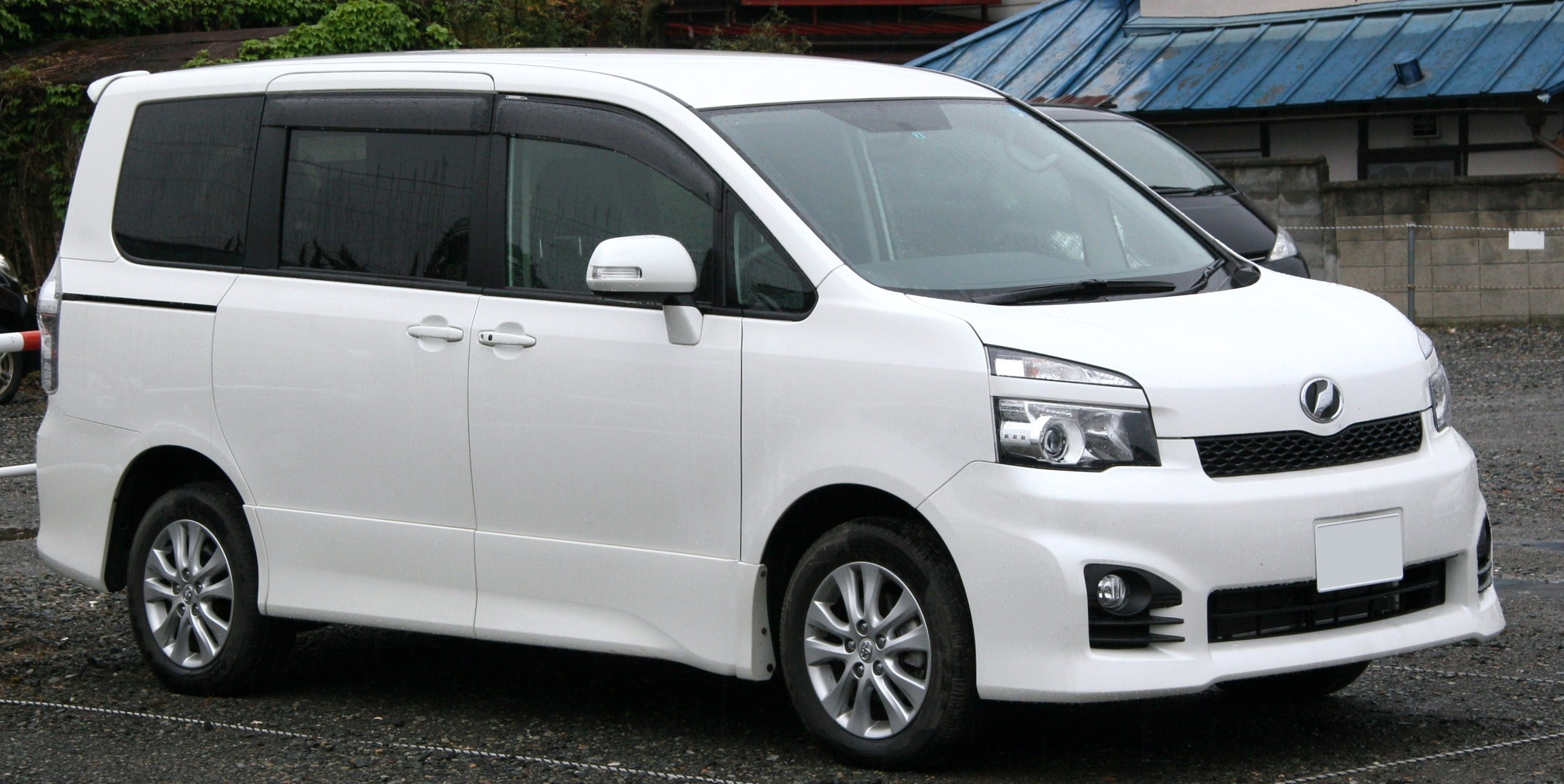
2010–2014 Toyota Voxy ZS (facelift)
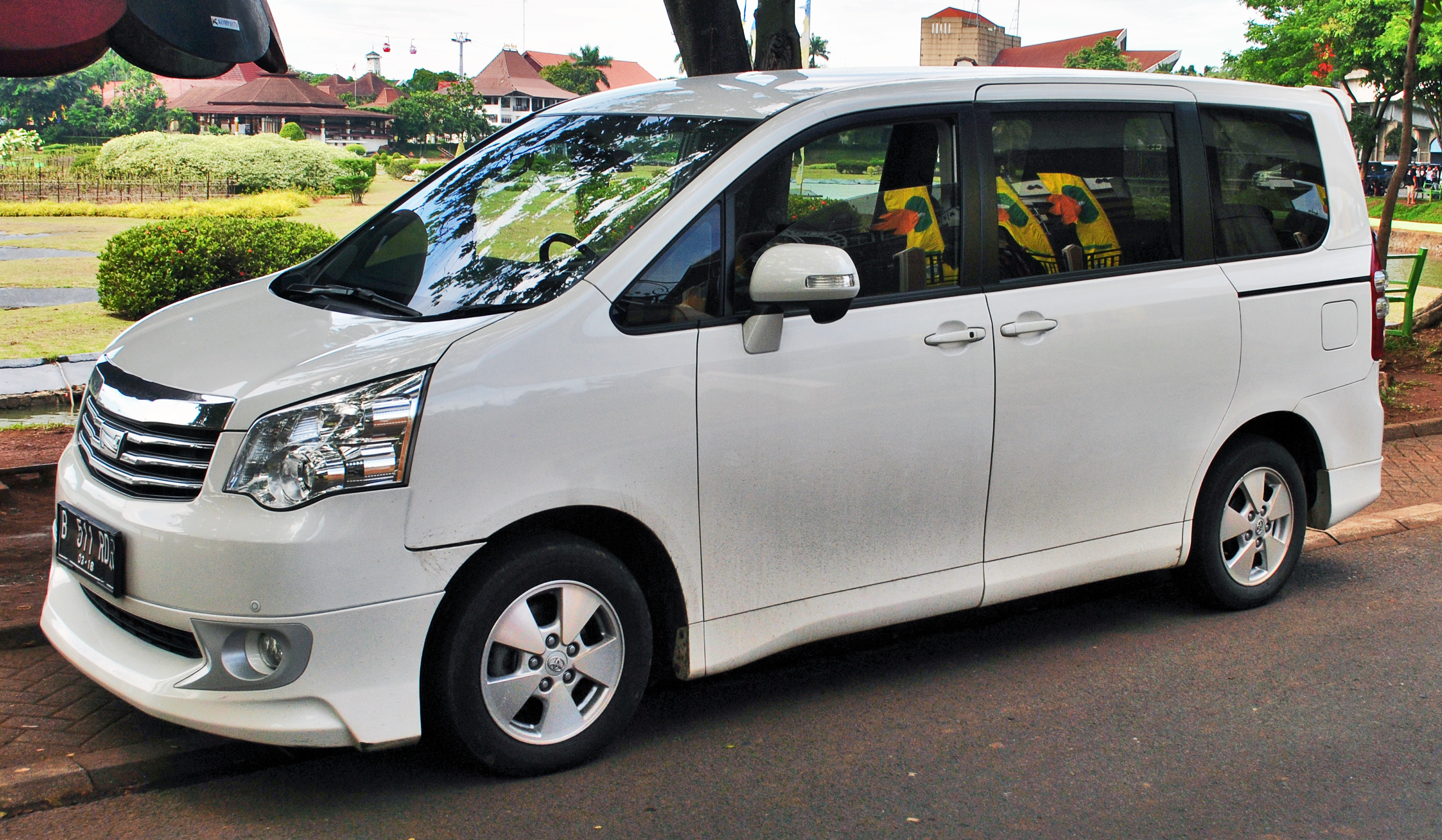
2013 Toyota NAV1 V (Індонезія)
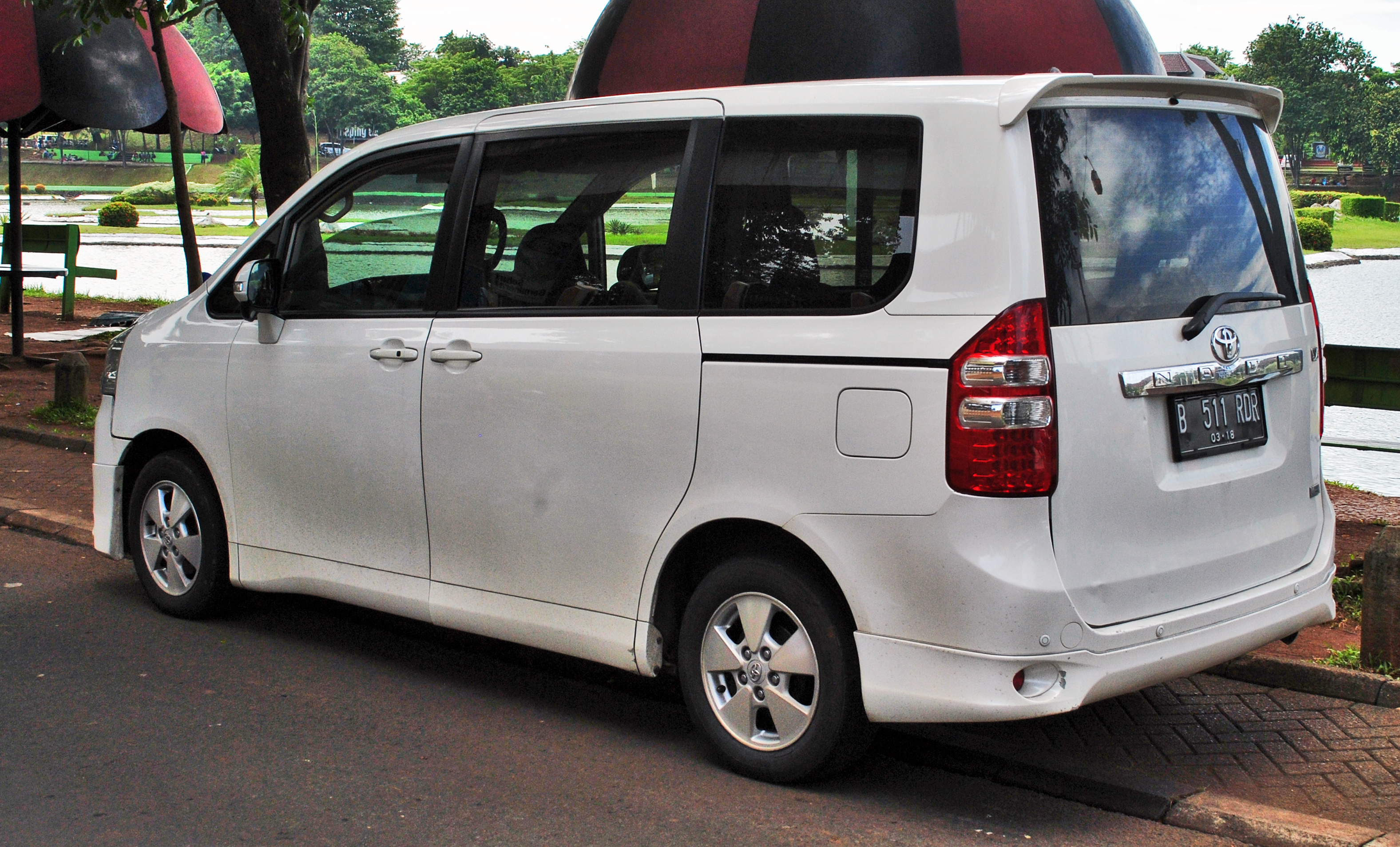
2013 Toyota NAV1 V (Індонезія)
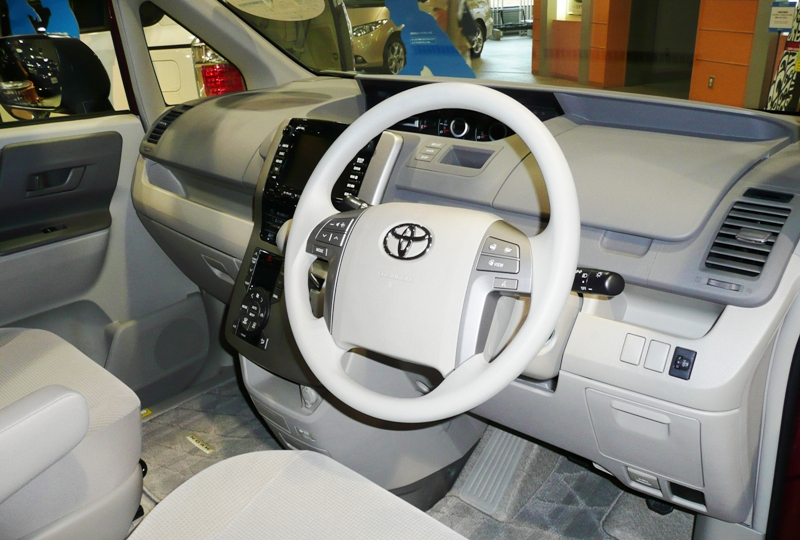
2007 Toyota Noah X, інтер'єр

### Індонезія (r70)
В Індонезії фейсліфтенговий Noah був випущений 11 грудня 2012 року під назвою Toyota NAV1. Вироблявся місцево на заводі в Бекасі. Він був доступний у двох комплектаціях, G та V, і мав заповнити прогалину між Kijang Innova та Alphard. Використовував двигун — 2.0 л. 3ZR-FAE бензиновий рядний чотирицеліндровий, поєднаний із безступеневою трансмісією.
У 2014 році NAV1 був оновлений, пропонувалося 3 рівні комплектацій: G , V та V Limited, всі тільки з безступеневою трансмісією.
Після припинення виробництва NAV1 у січні 2017 року через зменшення продажів, у серпні 2017 року його замінили фейсліфтинговим третім поколінням Voxy, який імпортувався з Японії.

## Третє покоління (R80; 2014–тепер)
Третє покоління Noah і Voxy були презентовані в січні 2014 року. Вперше для покращення економії палива використна система зупинки запуску двигуна. Це також перший мінівен Toyota, який має розсувні двері в один дотик. У жовтні 2014 року була запущена Toyota Esquire, яка, по суті, стала розкішною версією Noah. Noah/Voxy/Esquire також отримують послуги T-Connect від Toyota, включаючи 10-дюймовий інформаційно-розважальний дисплей, з повною навігацією, блок ETC, онлайн-послуги, бездротовий зарядний пристрій, панорамну звукову систему (вісім динаміків), задню парковочну камеру з показом ліній, входи USB/AUX, а також системою Toyota Safety Sense C, яка включає такі функції, як попередження про зіткнення, адаптивний круїз-контроль, асистент смуги руху, а також допоміжна роботи дальнього світла. 

Фейсліфт:

Всі три моделі отримали фейсліфтові версії 3 липня 2017 року зі значними змінами у фарах, капоті, бамперах та передніх крилах.

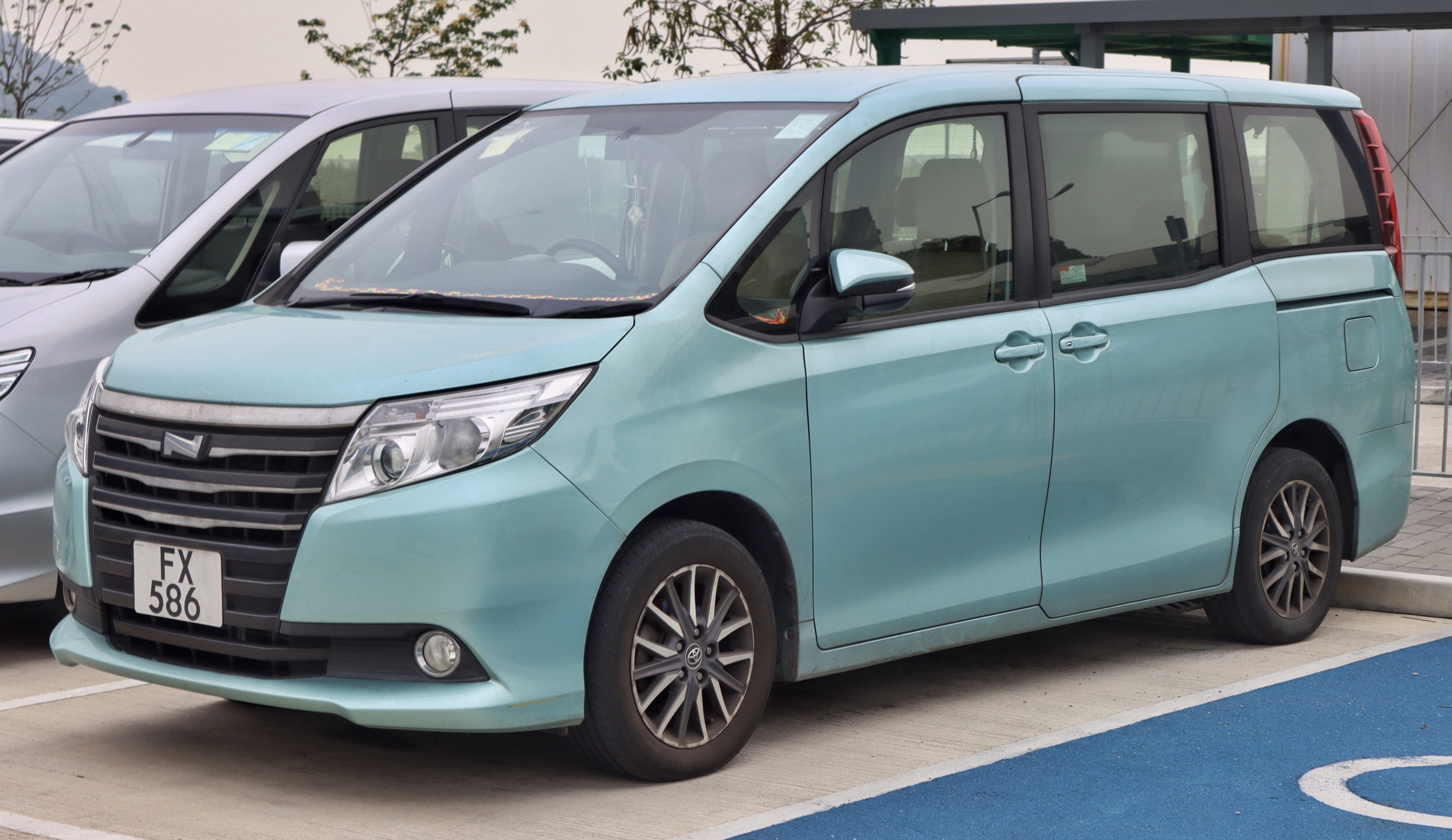
2014–2017 Toyota Noah G (pre-facelift)
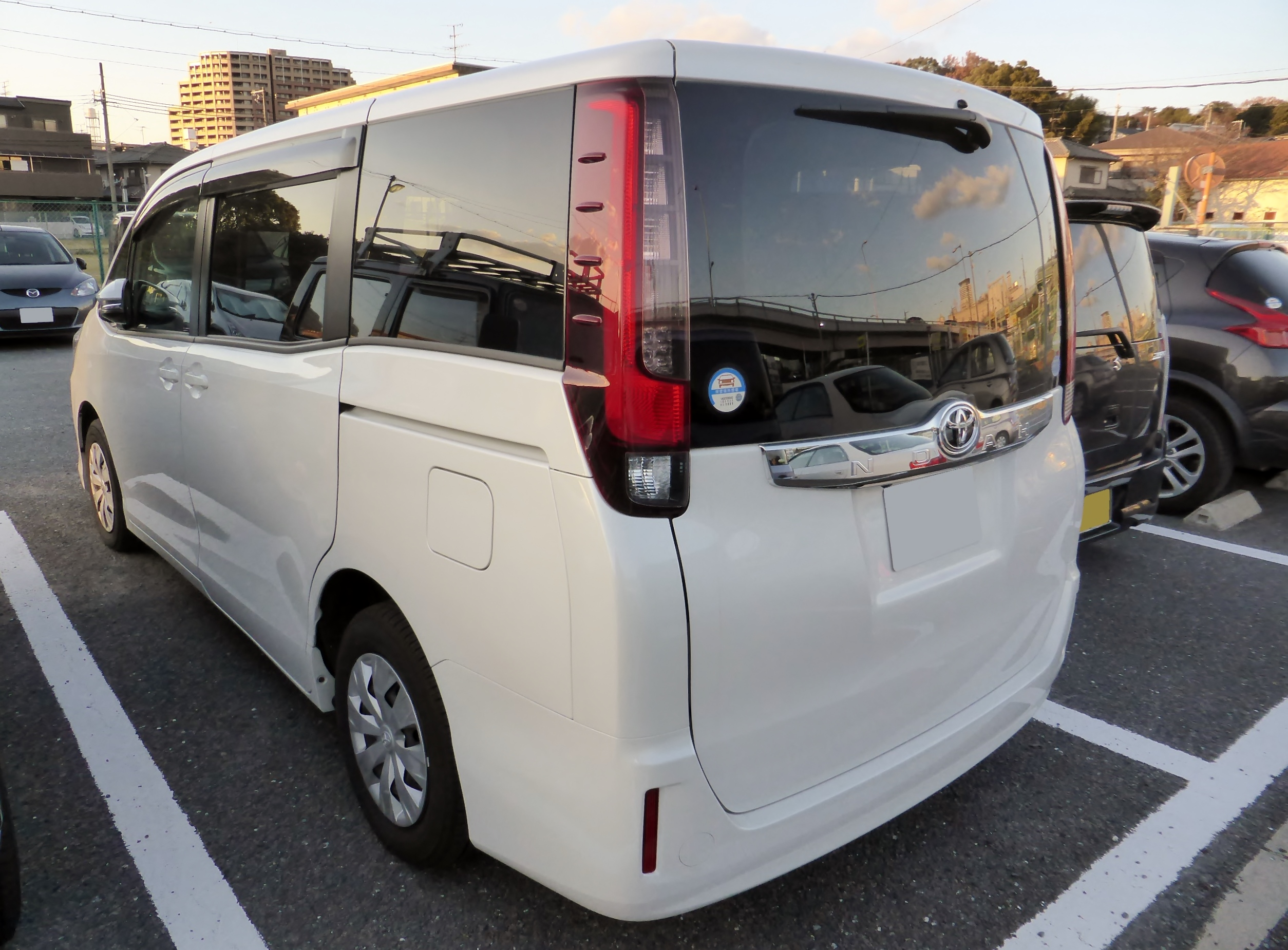
2014–2017 Toyota Noah G (pre-facelift)
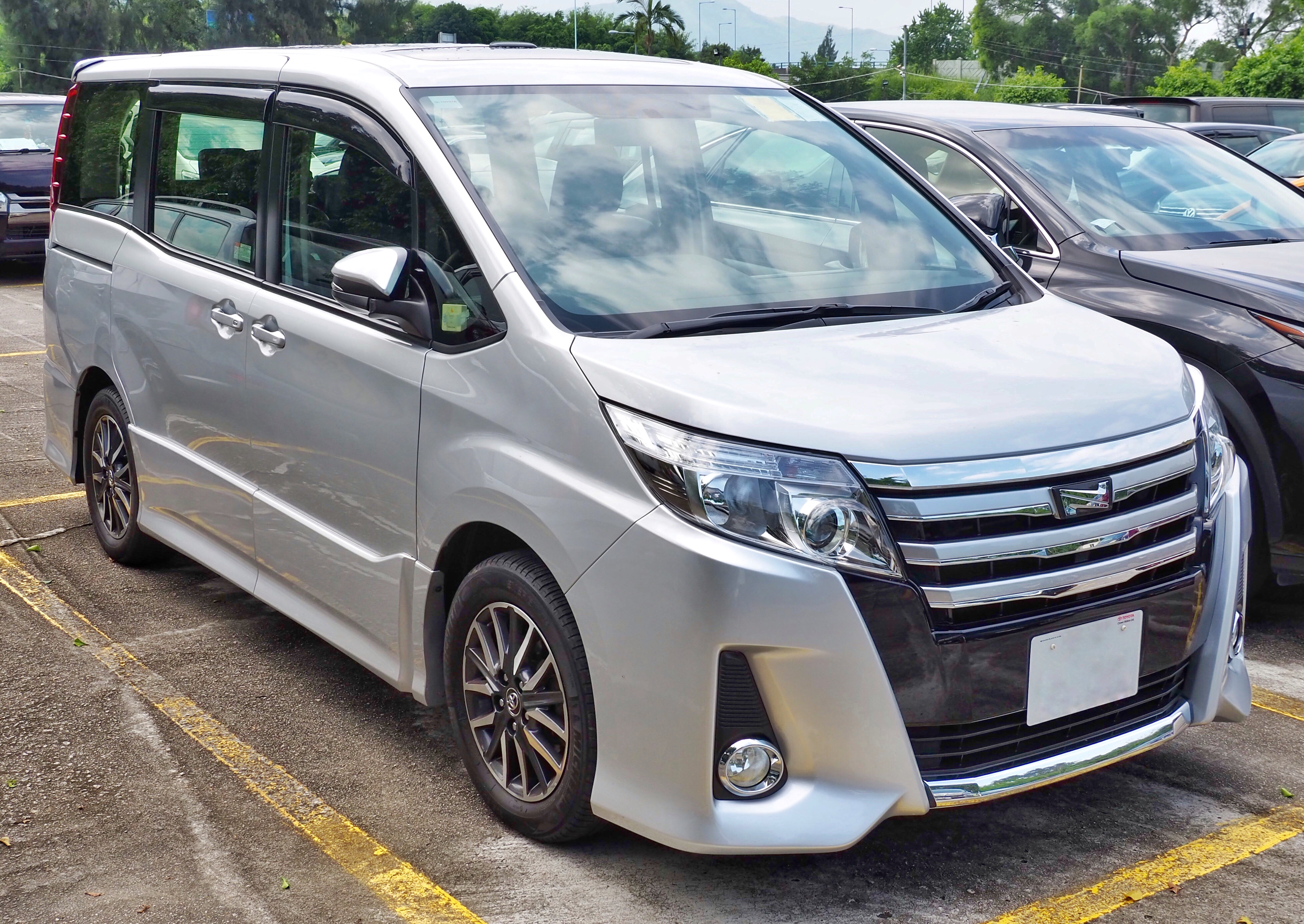
2014–2017 Toyota Noah Si (pre-facelift)
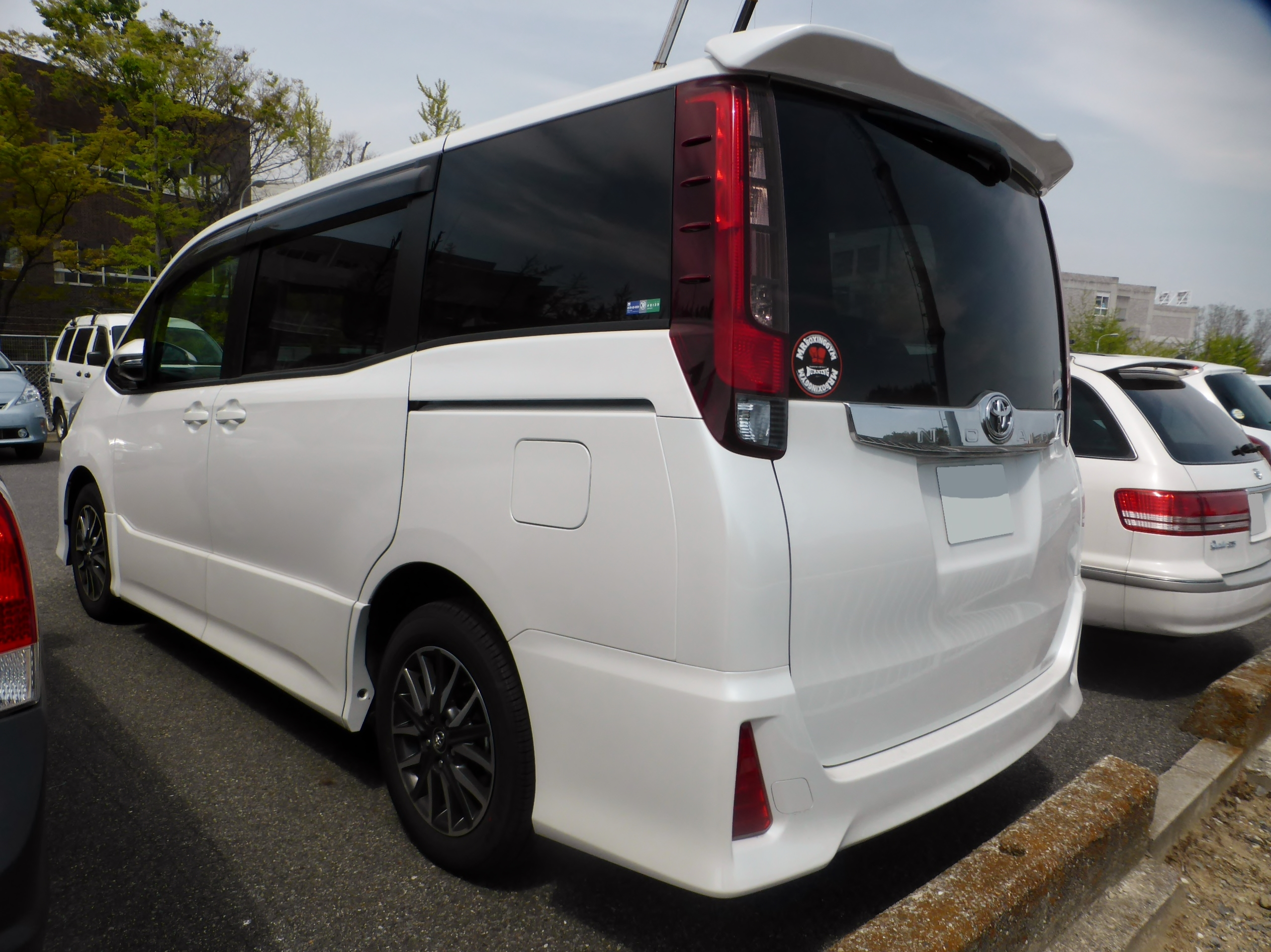
2014–2017 Toyota Noah Si (pre-facelift)
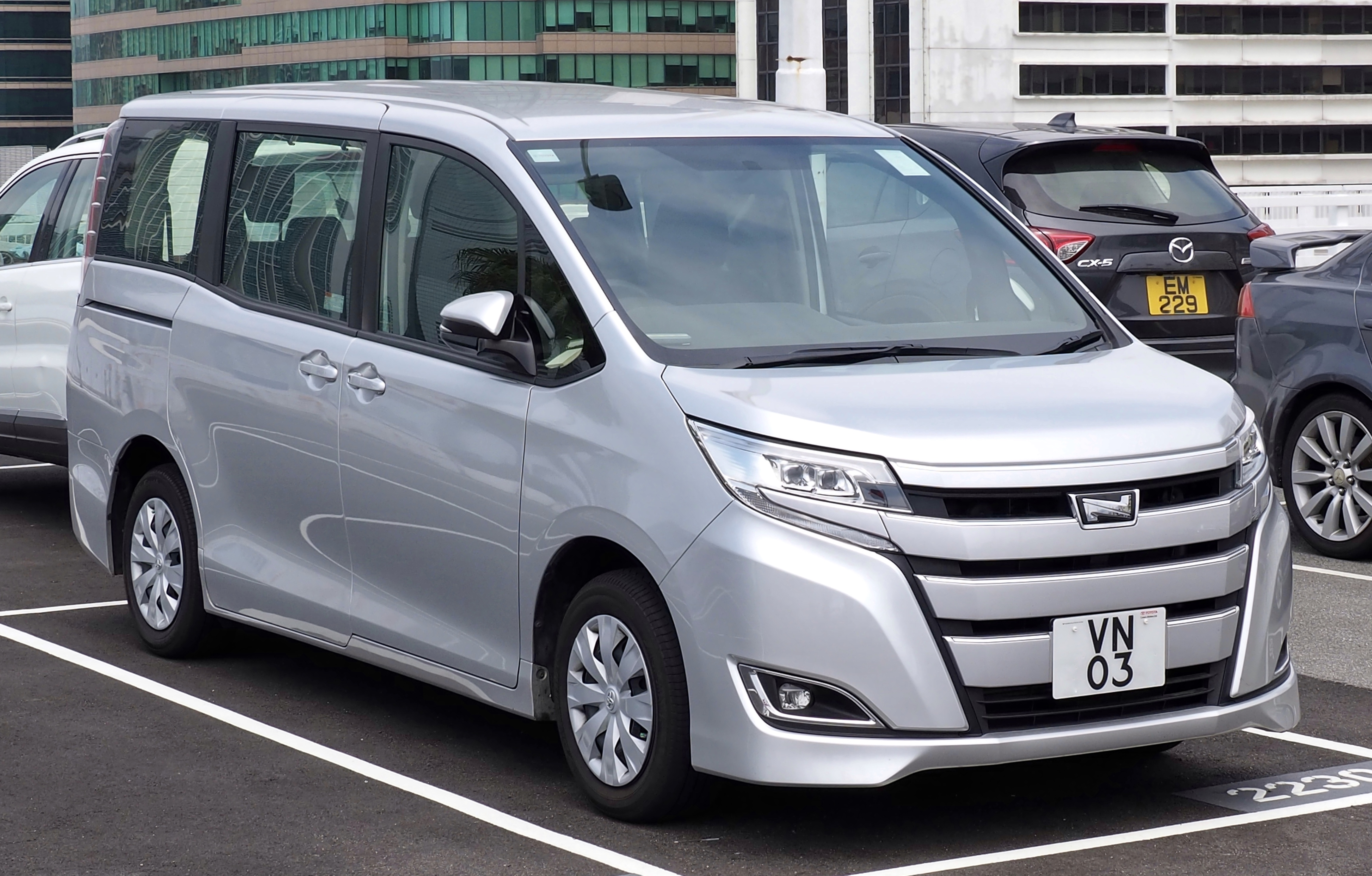
2017–present Toyota Noah X (facelift)
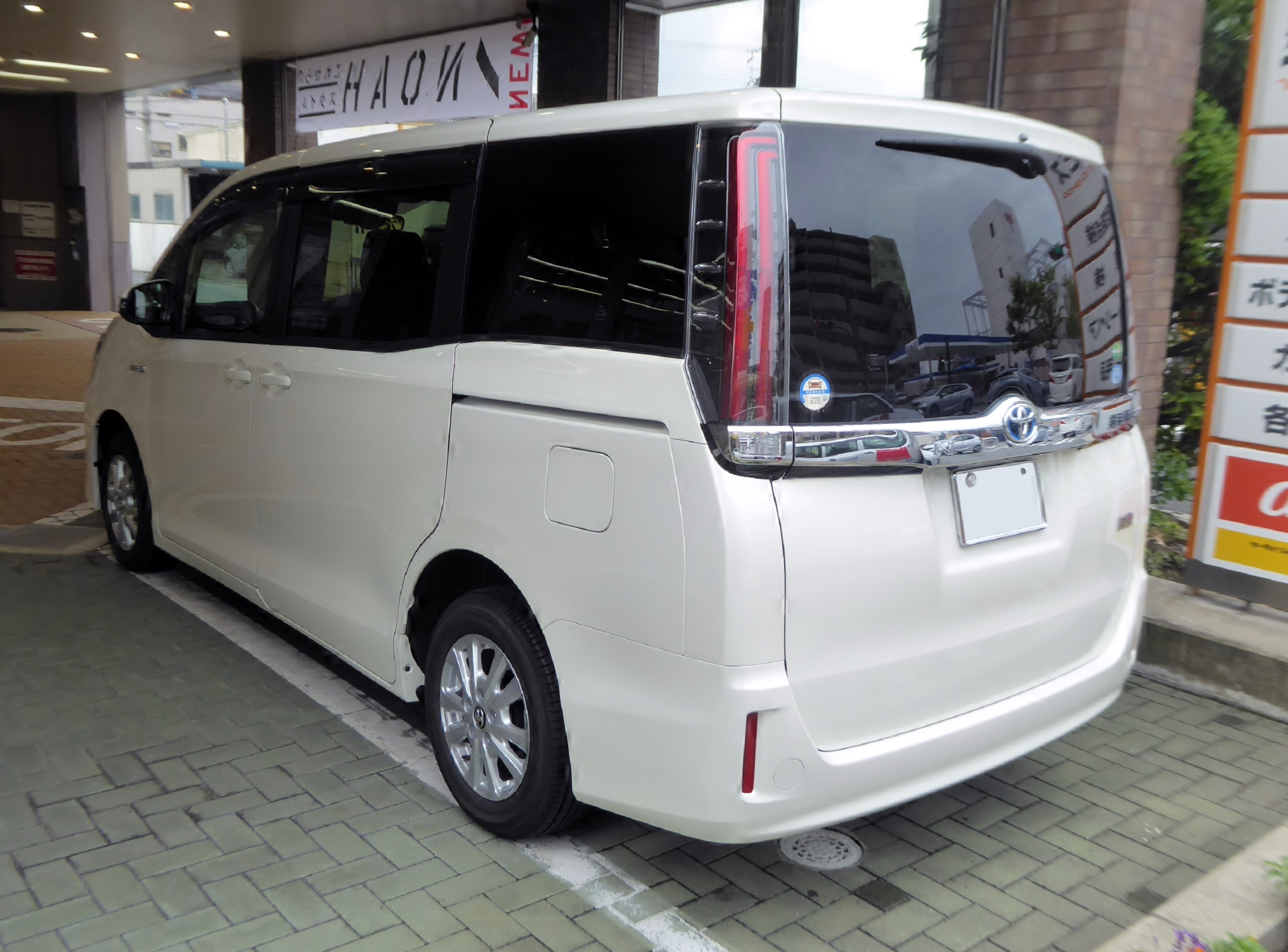
2017–present Toyota Noah Hybrid X (facelift)
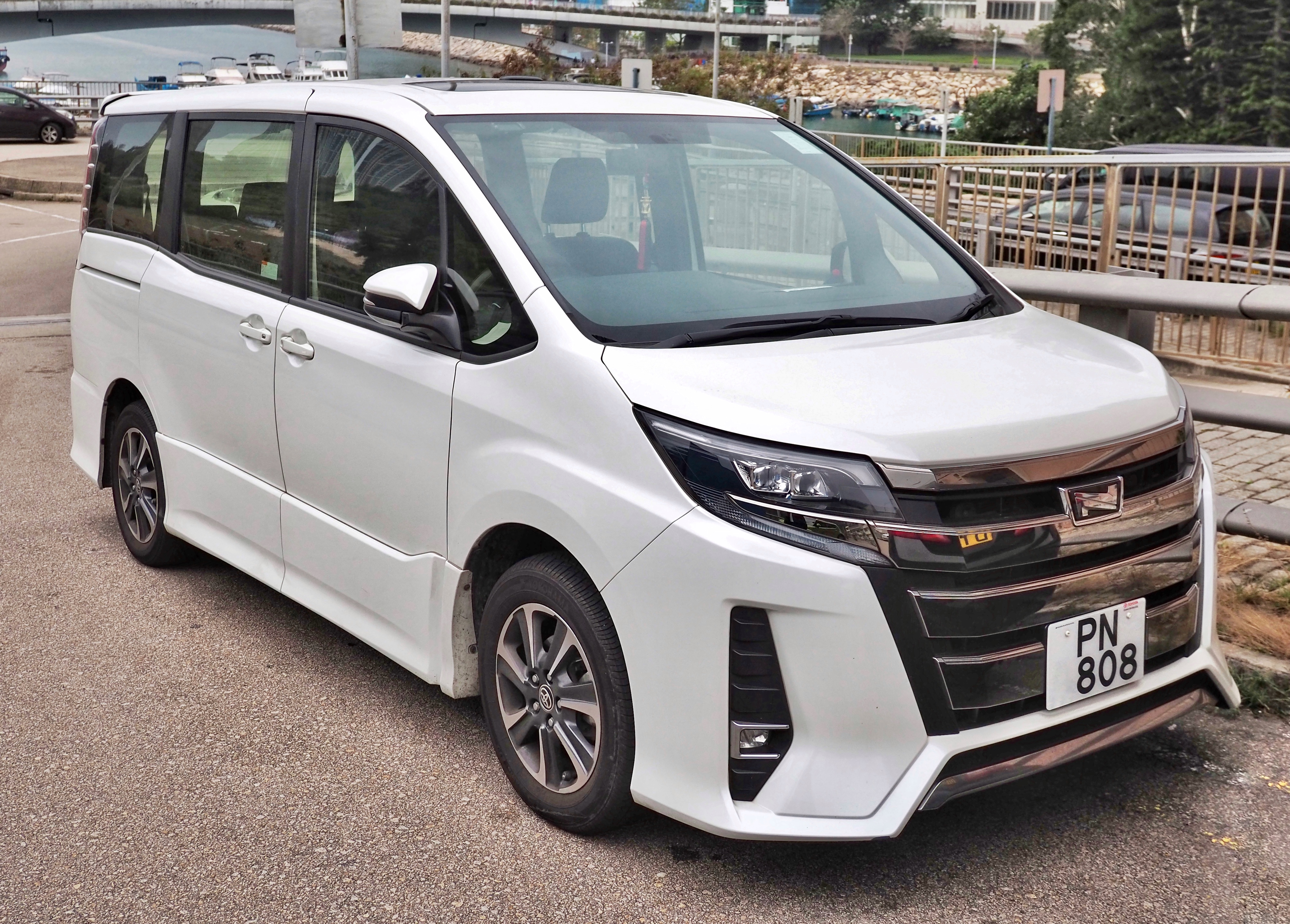
2017–present Toyota Noah Si (facelift)
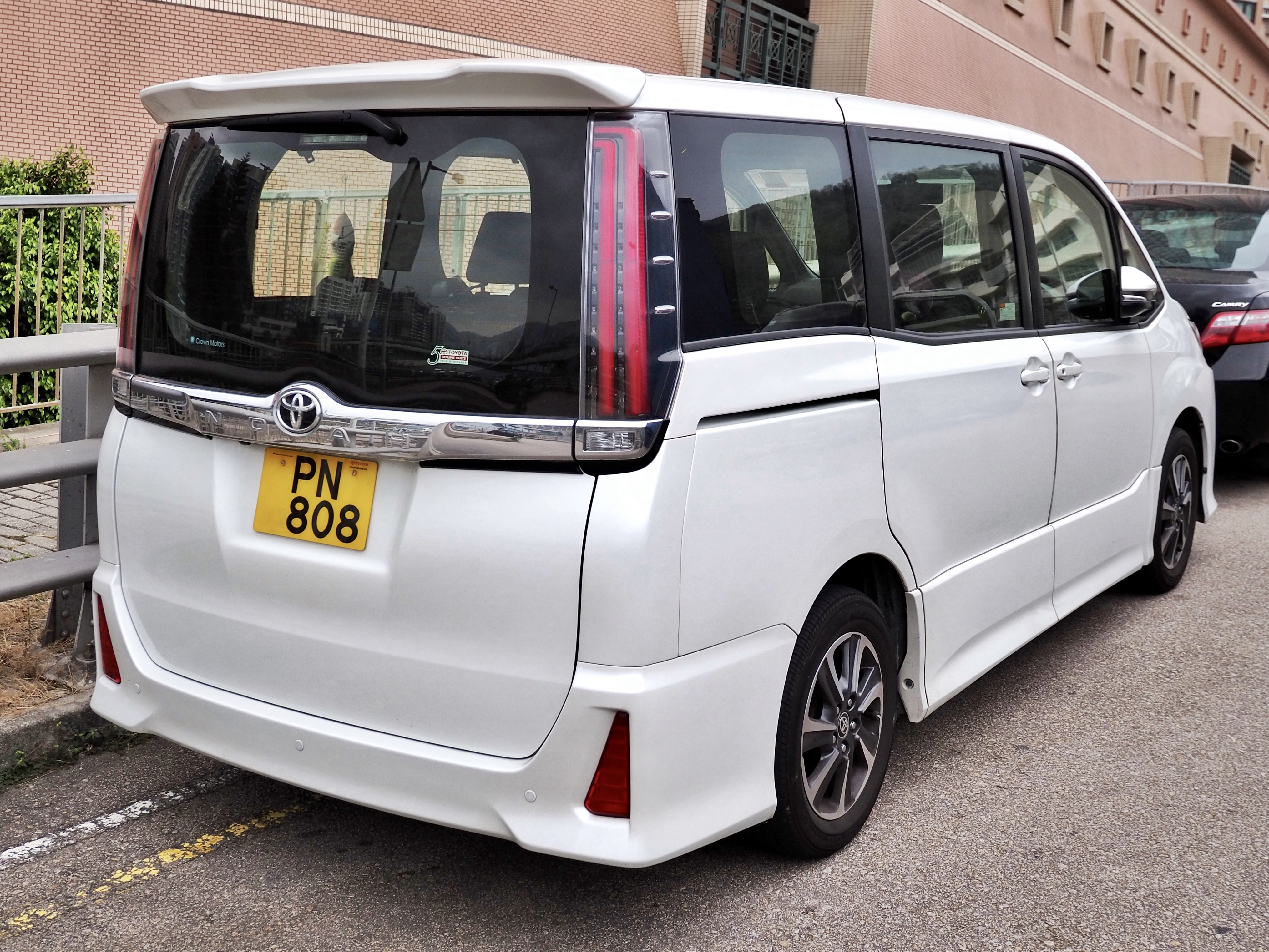
2017–present Toyota Noah Si (facelift)
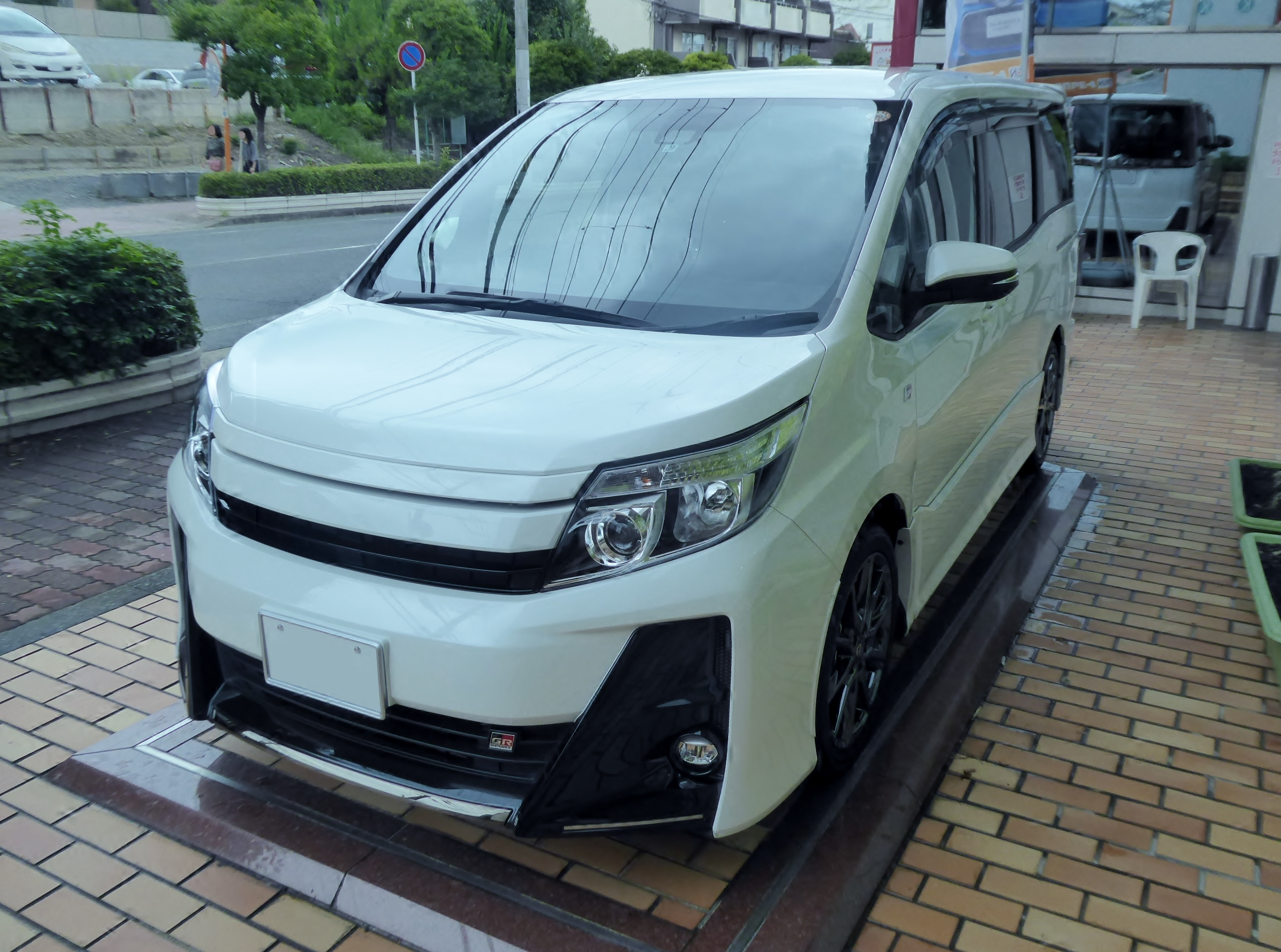
Toyota Noah GR Sport
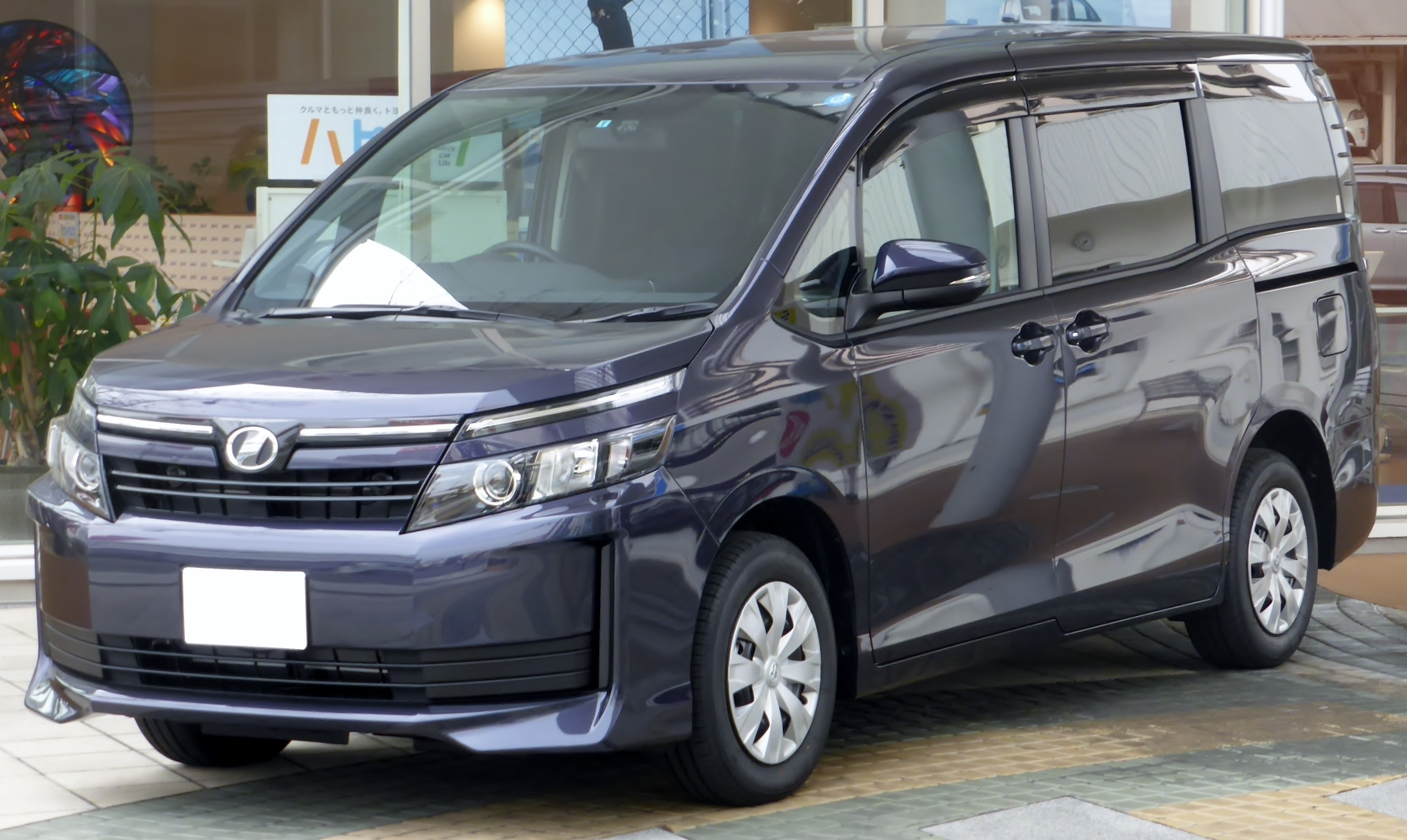
2014–2017 Toyota Voxy X “C Package” (pre-facelift)
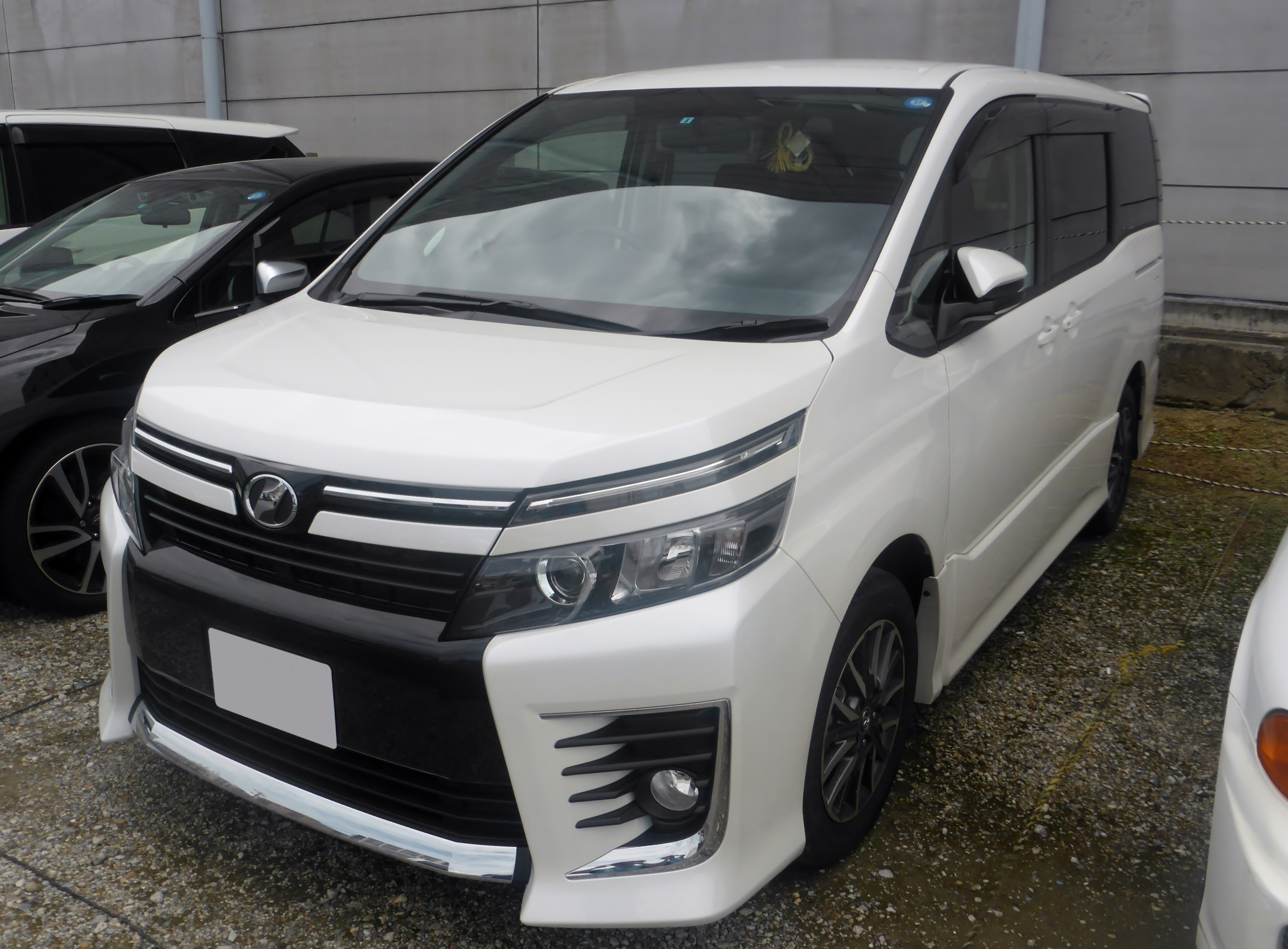
2014–2017 Toyota Voxy ZS (pre-facelift)
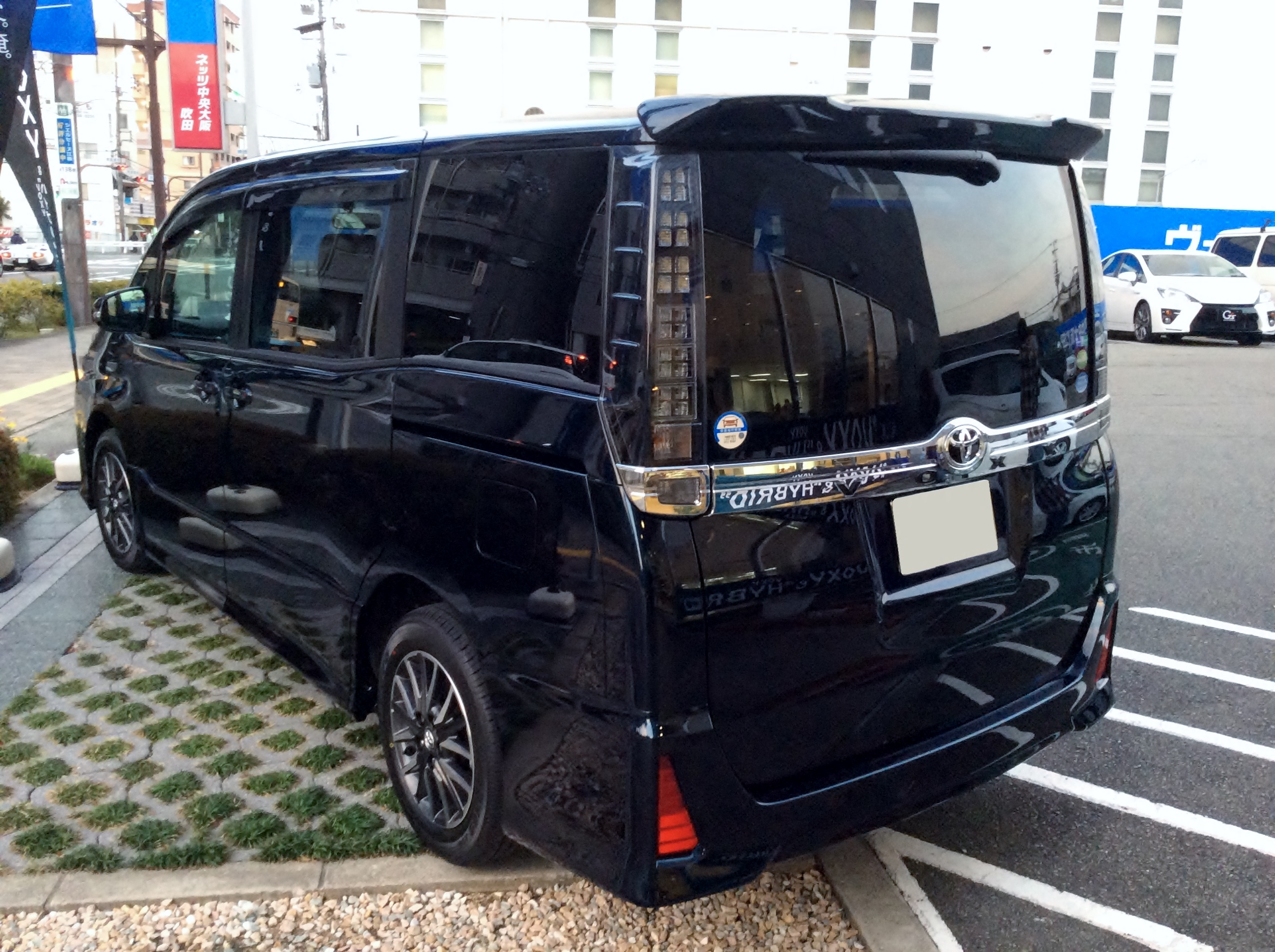
2014–2017 Toyota Voxy ZS (pre-facelift)
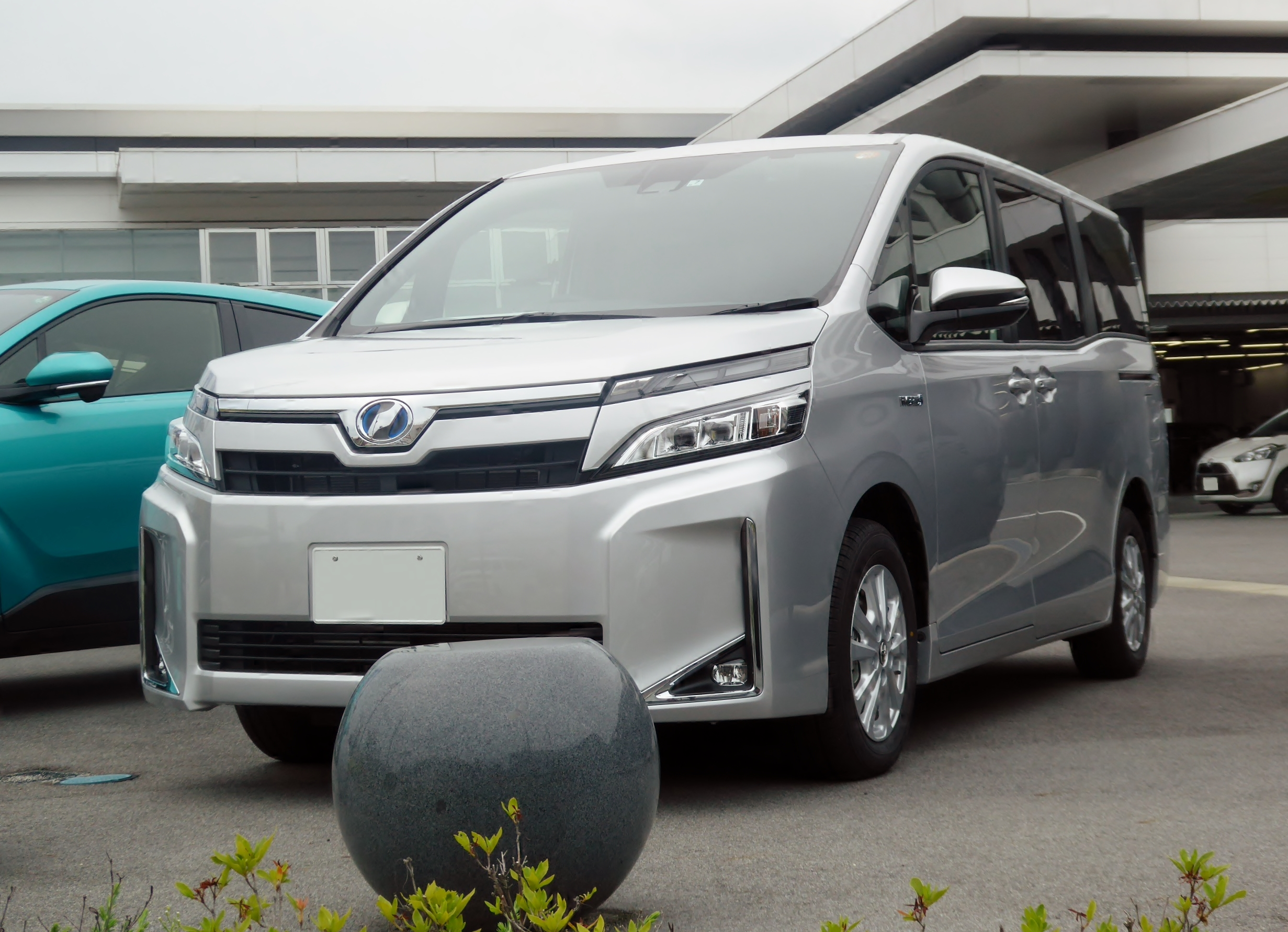
2017–present Toyota Voxy Hybrid V (facelift)
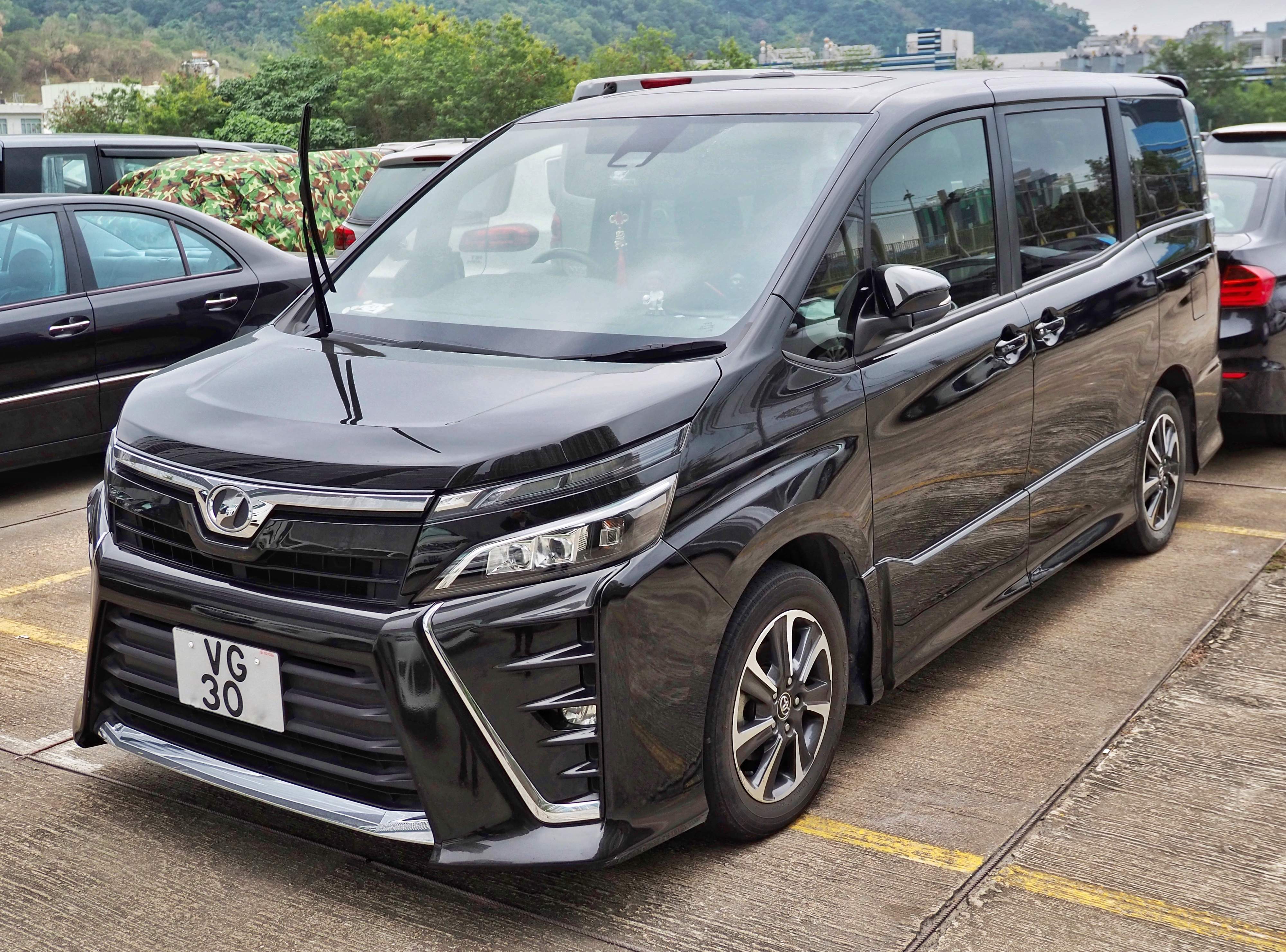
2017–present Toyota Voxy ZS Kirameki (facelift)
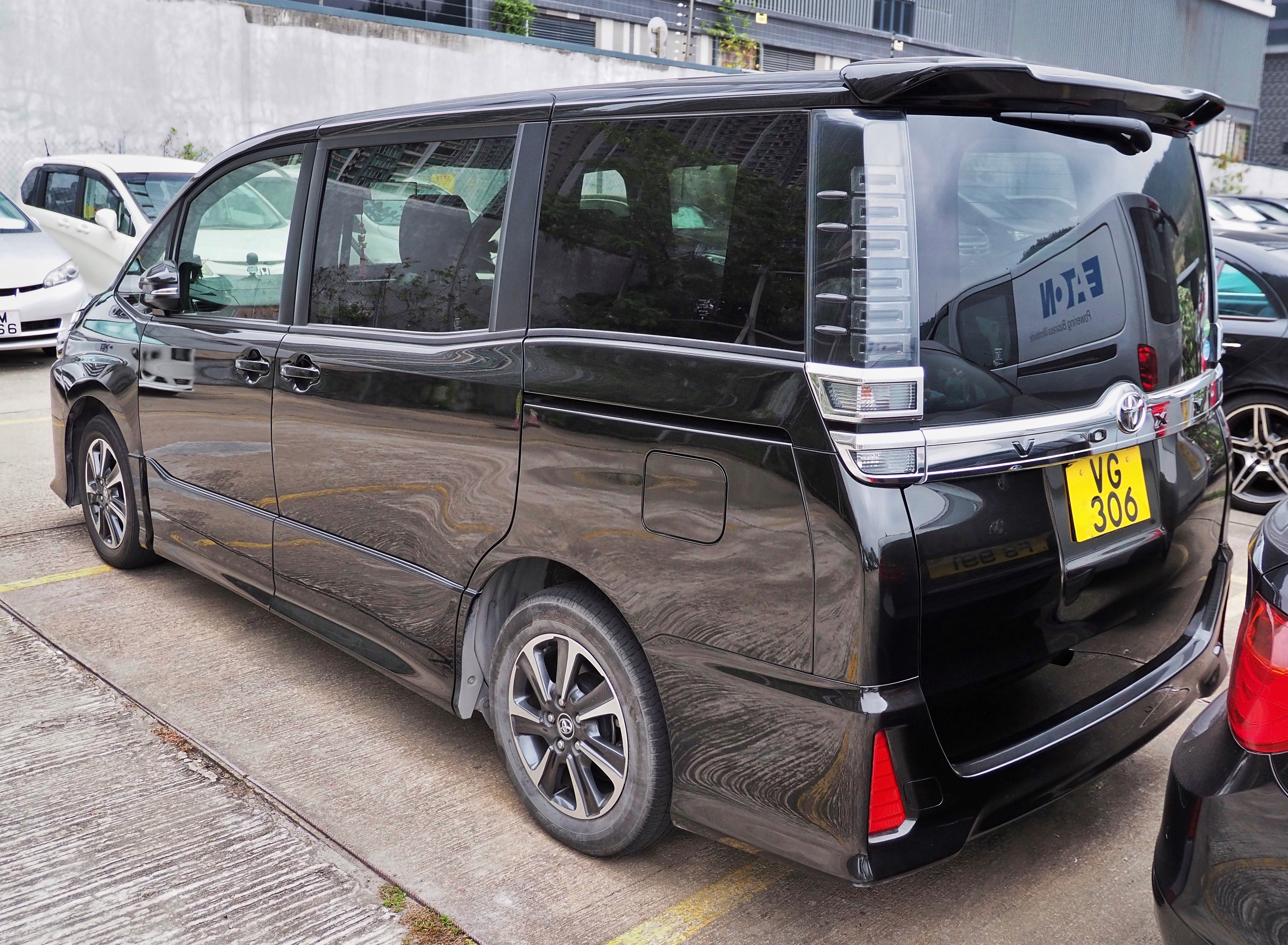
2017–present Toyota Voxy ZS Kirameki (facelift)
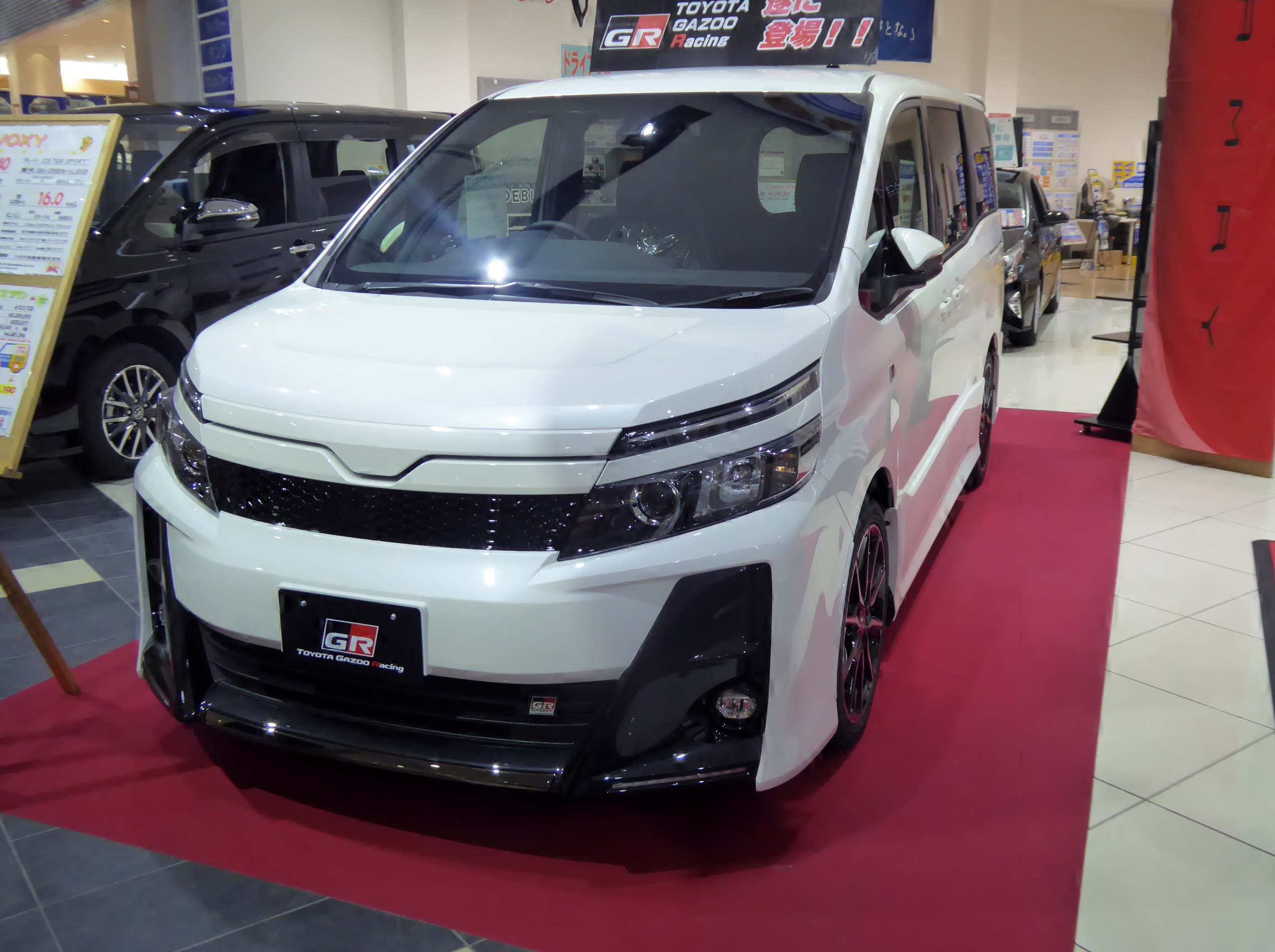
Toyota Voxy GR Sport
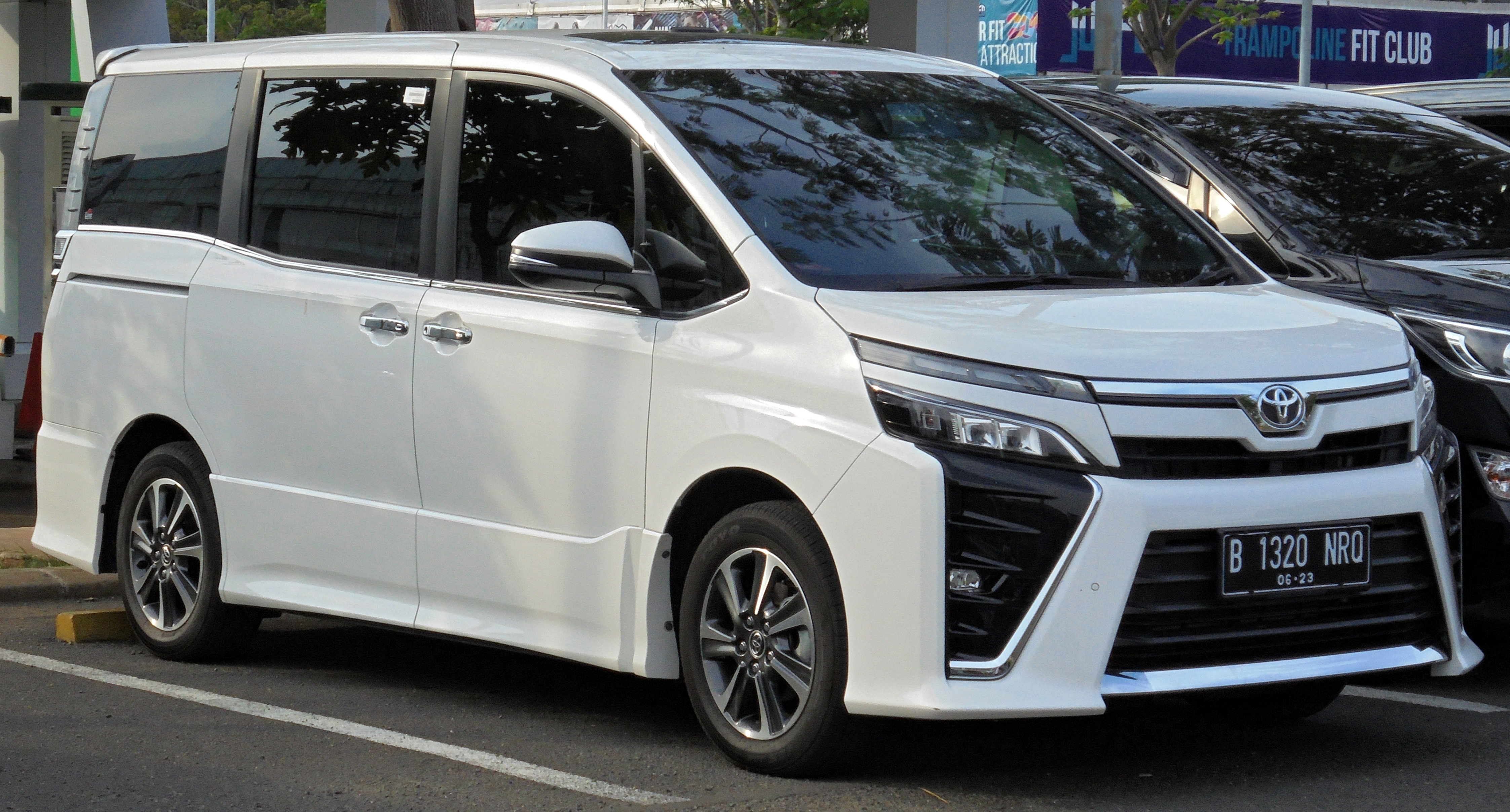
2018 Toyota Voxy (Індонезія)
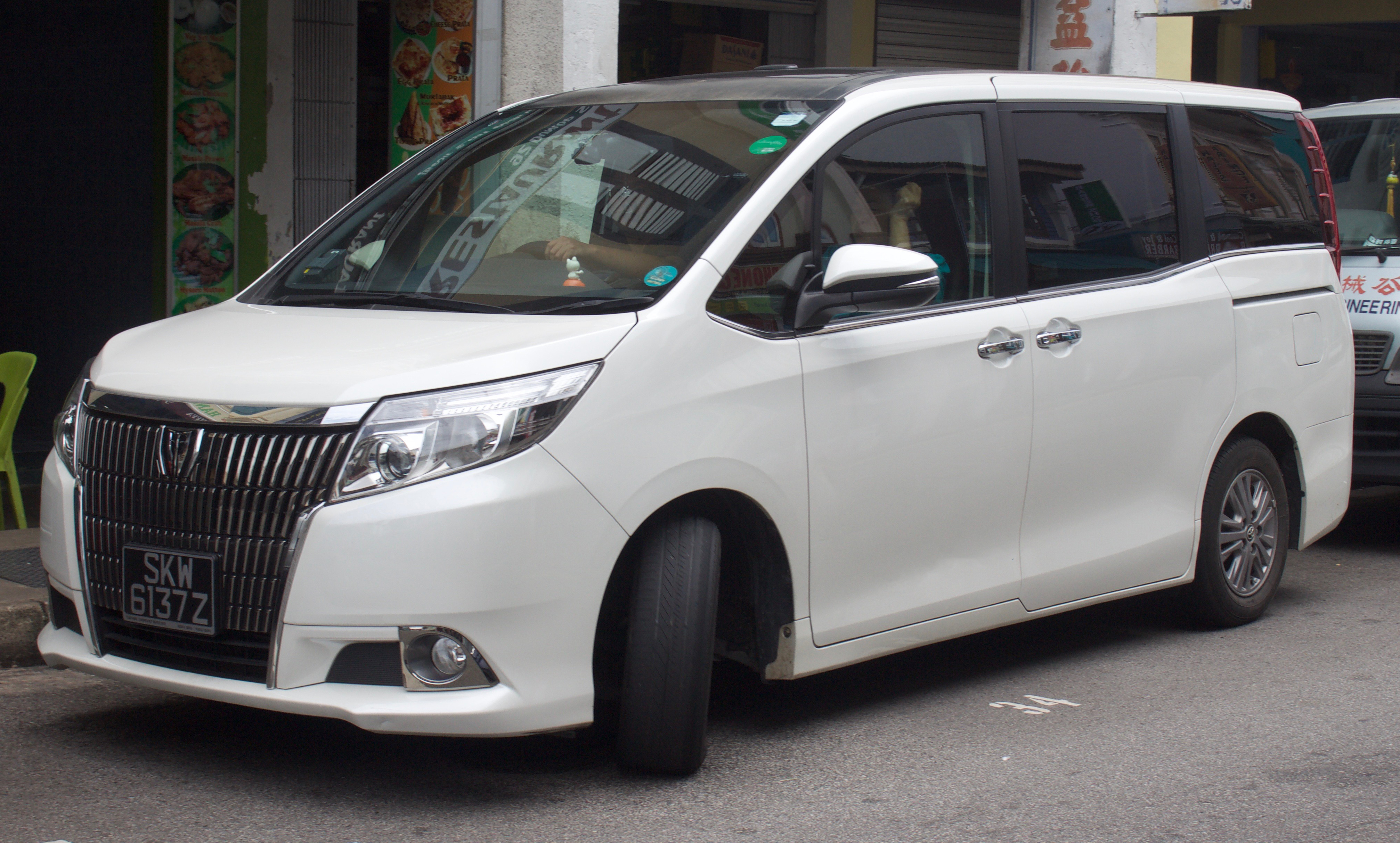
2014–2017 Toyota Esquire (pre-facelift)
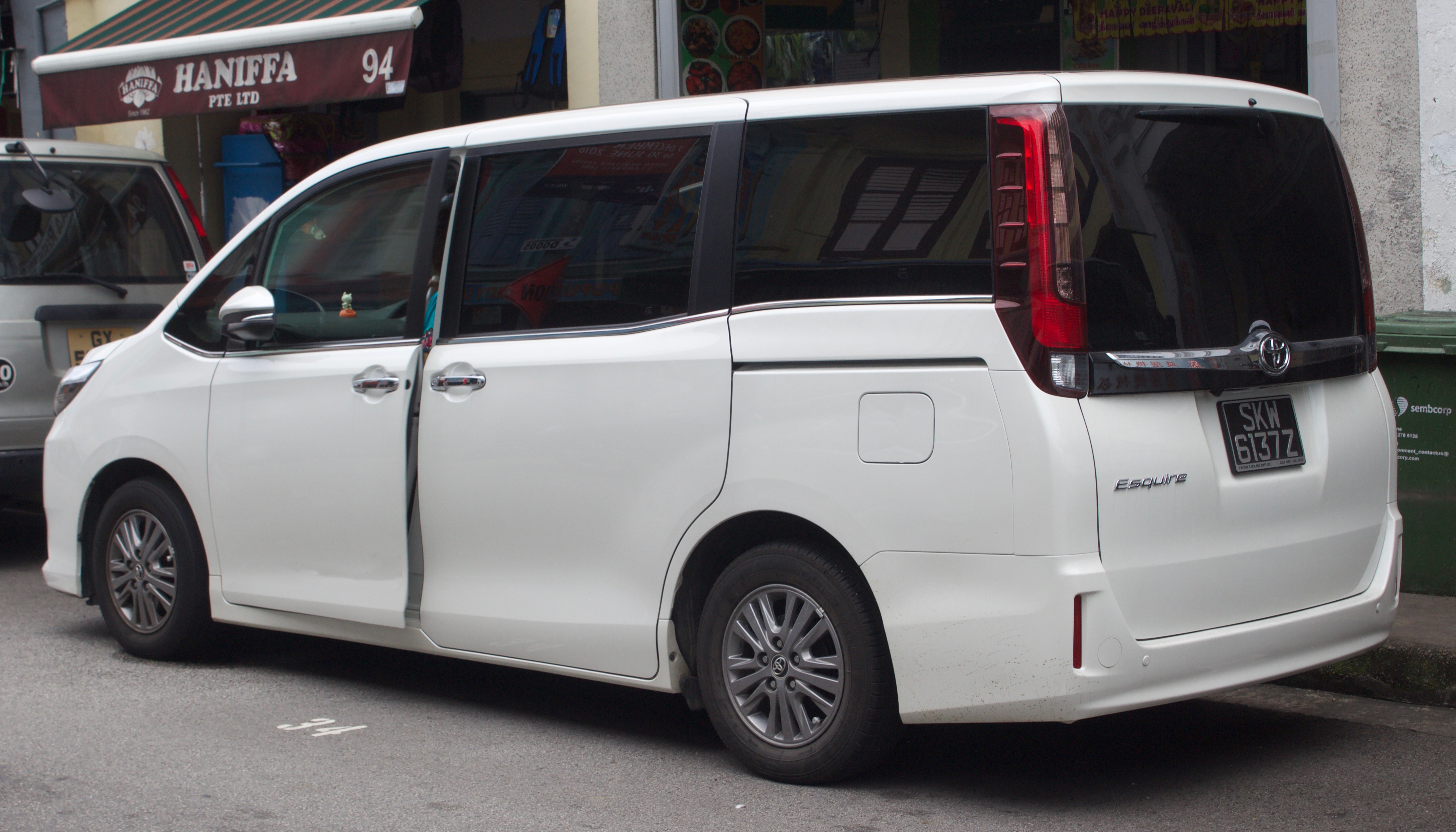
2014–2017 Toyota Esquire (pre-facelift)
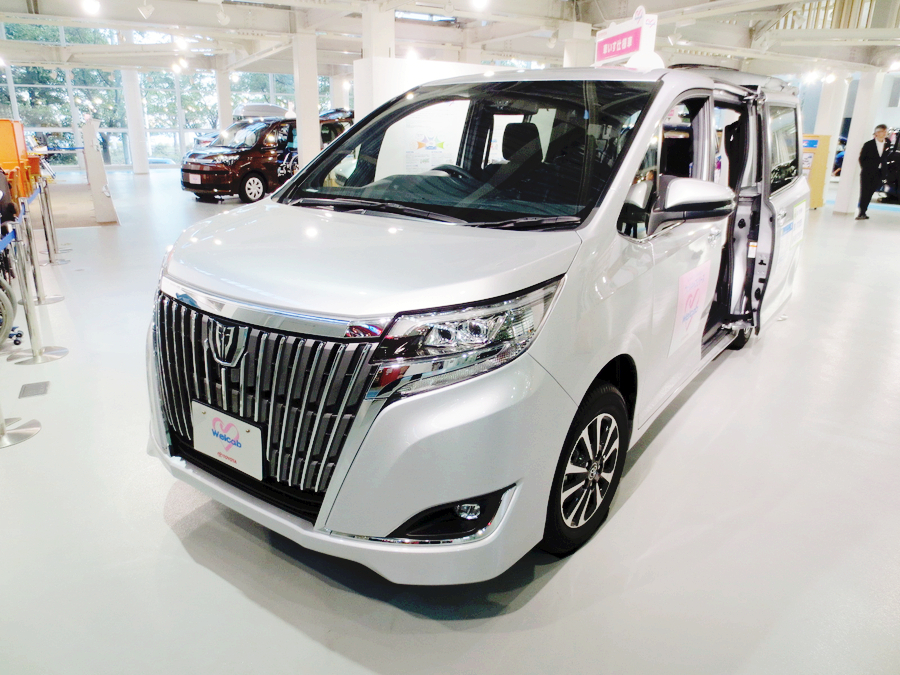
2017–present Toyota Esquire (facelift)
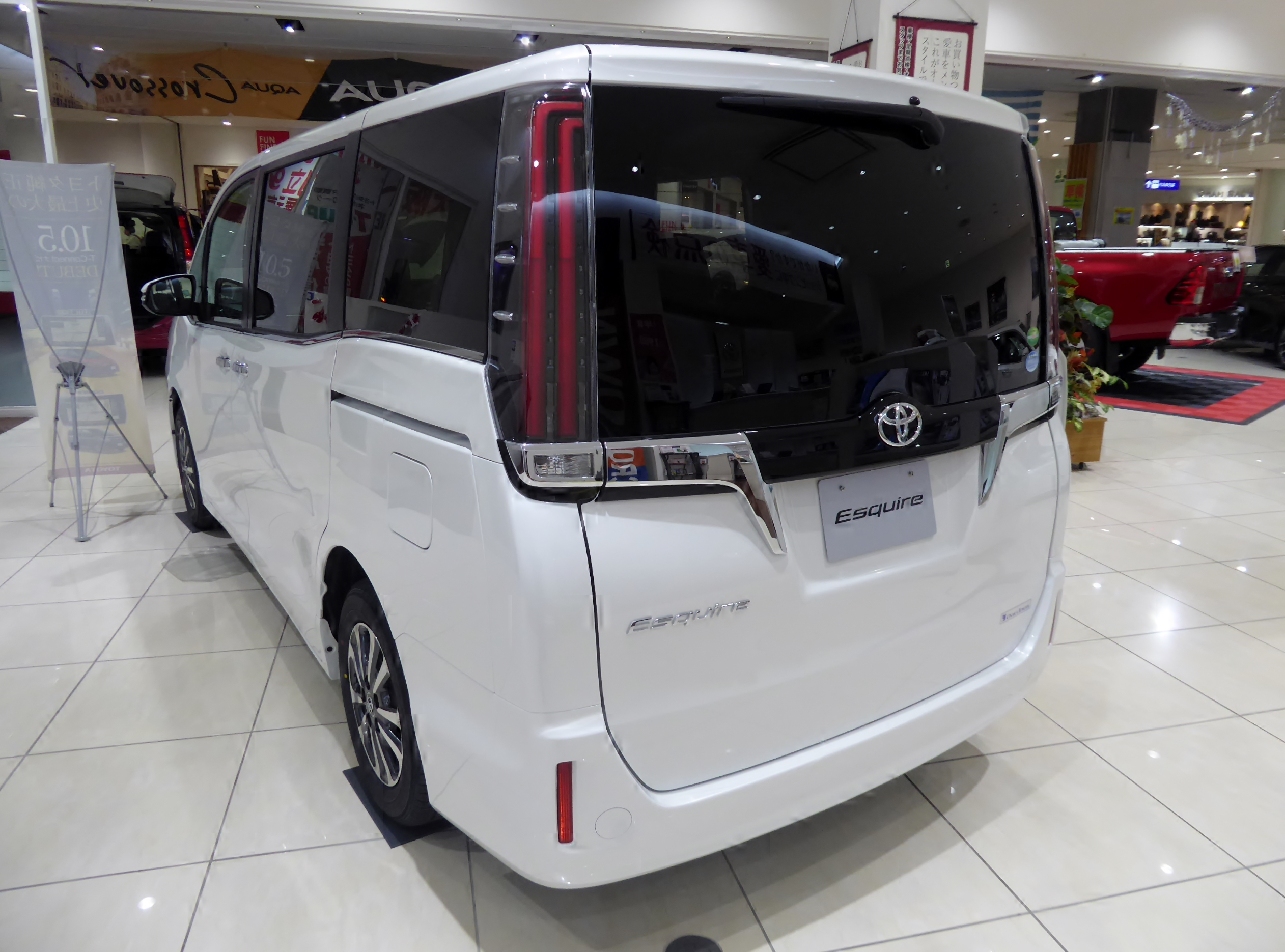
2017–present Toyota Esquire Gi (facelift)
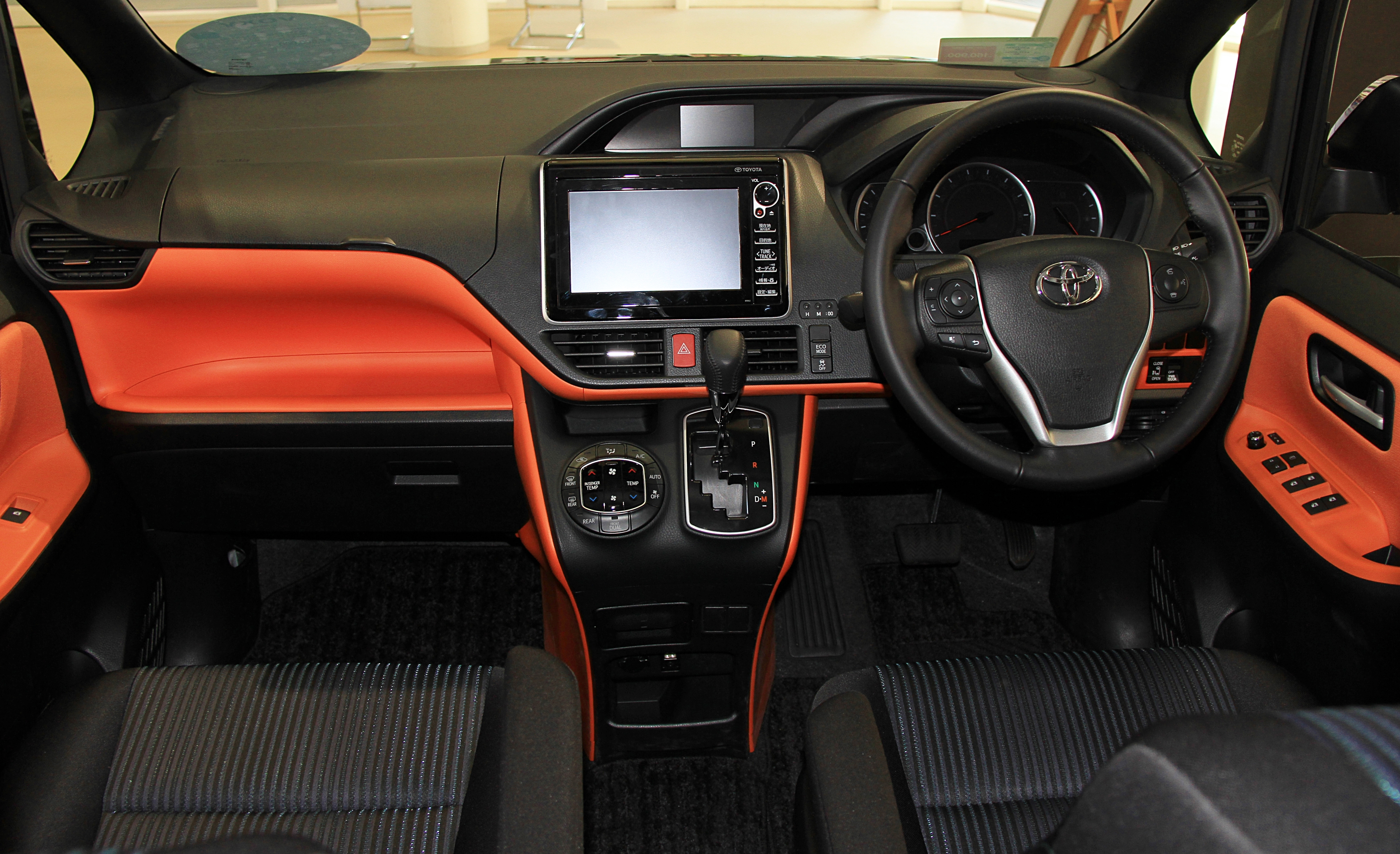
Toyota Voxy, інтер'єр
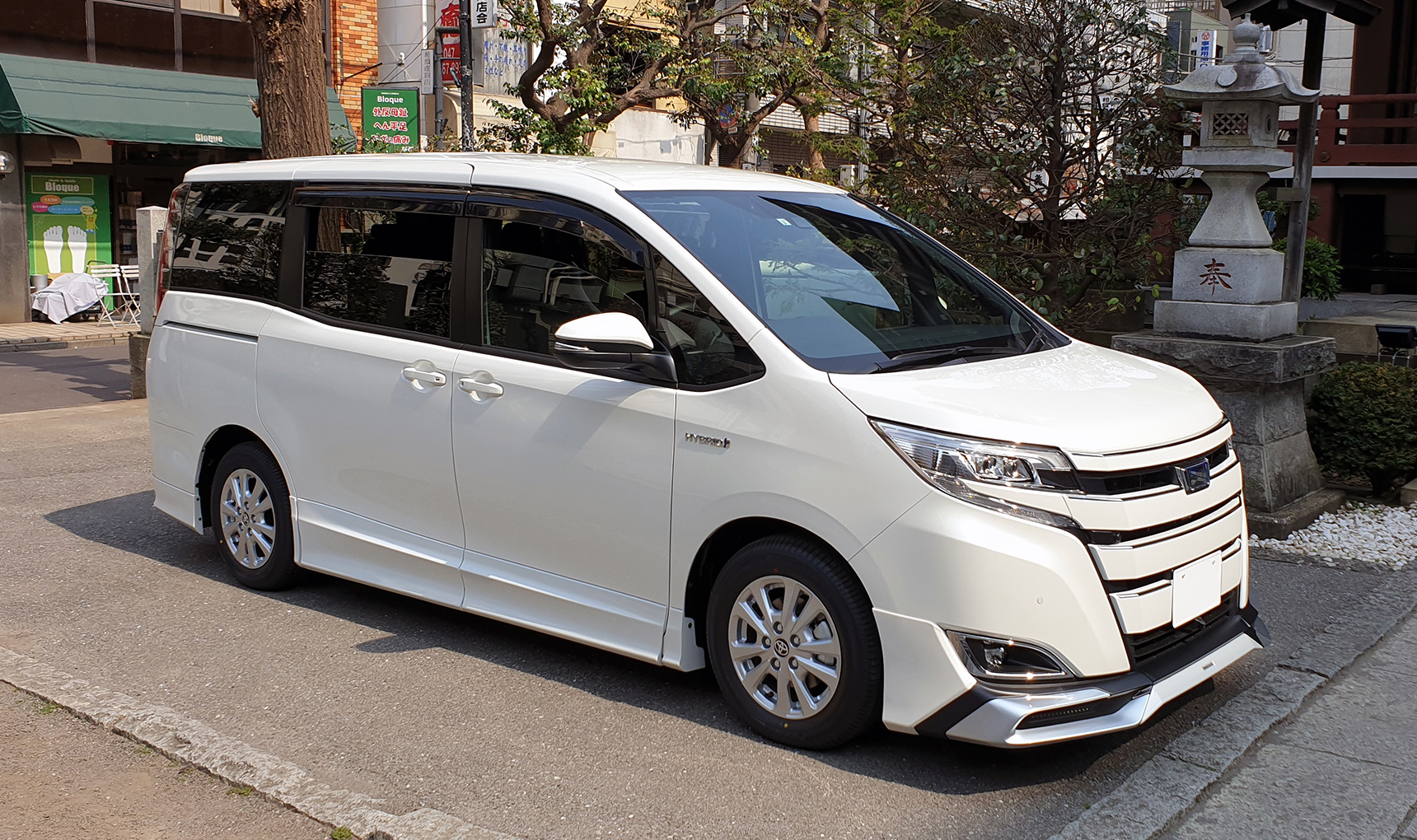
2019 Toyota Noah Hybrid G “TRD bodykit”.

### Індонезія (r80)
Фейсліфтингове третє покоління Voxy було презентовано на 25-му Міжнародному автосалоні в Гайкіндо, 10 серпня 2017 р. На відміну від попереднього NAV1, який збирався місцево, він імпортується з Японії. Експорт в Індонезію розпочався в липні 2017 року. Voxy пропонується лише в одній комплектації, еквівалентній японській комплектації ZS.

## Продажі
| Календарний рік | Японія | Японія  | Японія  |
| Календарний рік | Noah   | Voxy    | Esquire |
| --------------- | ------ | ------- | ------- |
| 2011            | 38,855 | 48,652  |         |
| 2012            | 36,764 | 50,539  |         |
| 2013            | 32,306 | 41,918  |         |
| 2014            | 69,605 | 109,174 | N/A     |
| 2015            | 53,965 | 92,546  | 59,034  |
| 2016            | 54,826 | 91,868  | 44,881  |
| 2017            | 58,729 | 86,772  | 43,210  |
| 2018            | 56,719 | 90,759  | 40,224  |
| 2019            | 52,684 | 88,012  | N/A     |